# Rohan (Morbihan)
Pour les articles homonymes, voir Rohan.
Rohan [ʁɔɑ̃] est une commune française située dans le département du Morbihan, en région Bretagne.

## Géographie

### Localisation
La commune de Rohan est située dans le nord du Morbihan à la limite avec le département des Côtes-d'Armor. Le bourg de Rohan se trouve à vol d'oiseau à 12 km au sud de Loudéac, à 16 km à l'est de Pontivy et à 20 km au nord-ouest de Josselin. Le bourg est situé sur la rive droite de l'Oust. La commune s'étend de part et d'autre de ce cours d'eau. Elle a absorbé en 1974 les communes voisines de Saint-Gouvry et Saint-Samson, dont les territoires étaient situés pour l'une sur la rive droite et pour l'autre sur la rive gauche de l'Oust.

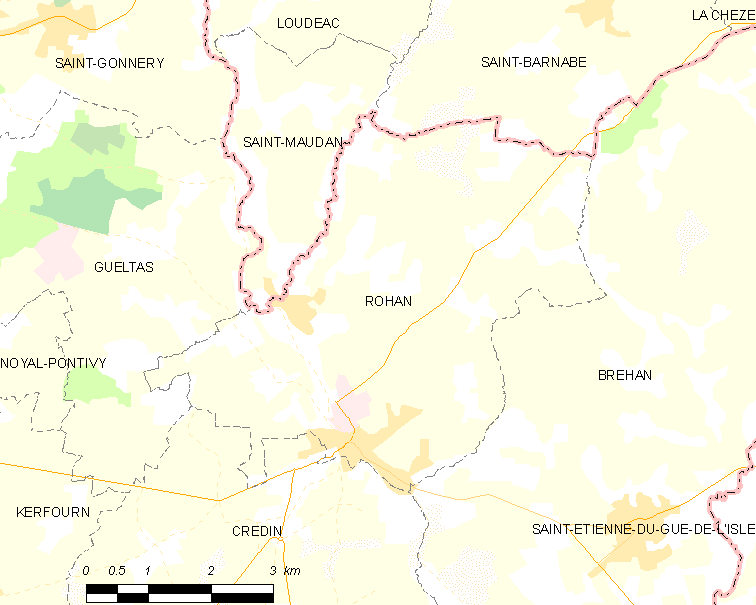
Carte de la commune de Rohan et des communes avoisinantes.

| Saint-Maudan Côtes-d'Armor | Saint-Barnabé Côtes-d'Armor |        |
| Gueltas                    | Rohan                       | Bréhan |
|                            | Crédin                      |        |

### Description
Avant l'absorption en 1974 de Saint-Gouvry et Saint-Samson, la commune de Rohan était de toute petite superficie. L'abbé Pierre-Henry Martin la décrit en ces termes en 1926 : 

« Rohan ne possède que la faible superficie de 45 hectares 28 ares 14 centiares. Elle s'étend principalement sur deux collines, siudées à un plateau auquel elles servent de contrefort.Ce plateau atteint une altitude moyenne de 120 à 130 mètres. La première colline tombe des hauteurs de Bourc-ès-Moines, presque à pic sur les rives de l'Oust. (...) À son extrémité nord, formant une sorte de promontoire, sur le mont écrété et aplani, Alain de Porhoët dressa son castel (1127). (...) Bien différente de la première est la seconde colline [colline Saint-Martin]. Ses flancs sont beaucoup moins escarpés. (...) La main de l'homme a écrété, creusé, aplani le roc pour la construction des rues et des maisons de la ville. (...) En descendant le chemin de la chapelle Saint-Martin à la route de Pontivy, nous trouvons le ruisseau de Crédin, et une vallée assez profonde, creusée providentiellement, dirait-on, pour faciliter l'accès à la cité et aux pays d'alentour. (...) Son sous-sol estformé en grande majorité de schiste vert. »

### Cadre géologique

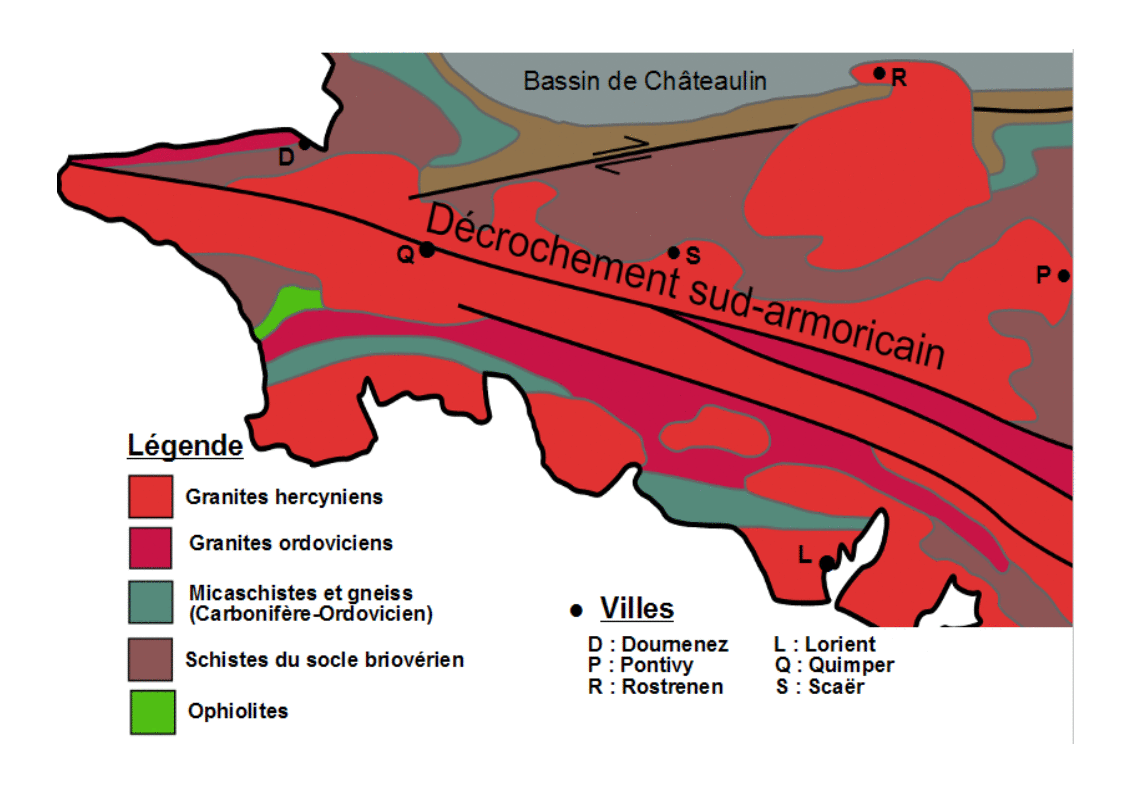
Carte géologique de la région de Rohan.

La région de Rohan est située dans le domaine centre armoricain, unité géologique du Massif armoricain qui est le résultat de trois chaînes de montagnes successives. Le site géologique de Rohan se situe plus précisément à l'ouest du massif granitique de Plémet-Ménéac, et à l'est du Pluton de Pontivy qui est un témoin de la tectonique tangentielle hercynienne, avec le cisaillement sud-armoricain (grand décrochement dont le rejet horizontal atteindrait 500 km).
Rohan est située dans un vaste bassin sédimentaire au relief peu marqué et aux sols riches. Dans ce bassin briovérien, les sédiments issus de l'érosion du segment occidental la chaîne cadomienne se sont accumulés sur plus de 15 000 m d'épaisseur. Les roches rencontrées dans cette cuvette sont des schistes, des siltites et des grès recoupées par des roches intrusives sous forme de filons de quartz qui empruntent deux grandes directions (population où les épontes sont parallèles à la schistosité du Briovérien, généralement de N80 à N120 et population sécante sur la schistosité, semblant liée à un grand accident orienté N50 à N80). Le territoire rohannais correspond à l'un des plus vastes affleurements de schiste briovérien (anciennes carrières, bords de route, rivières escarpées) qui, comparés à ceux du bassin de Rennes, se caractérisent par une roche plus dure et moins décomposée, laquelle assure depuis longtemps un habitat rural traditionnel où prédomine les maisons de pierre sur celles de terre.

### Relief et hydrographie
| - Carte topographique de la commune de Rohan. |

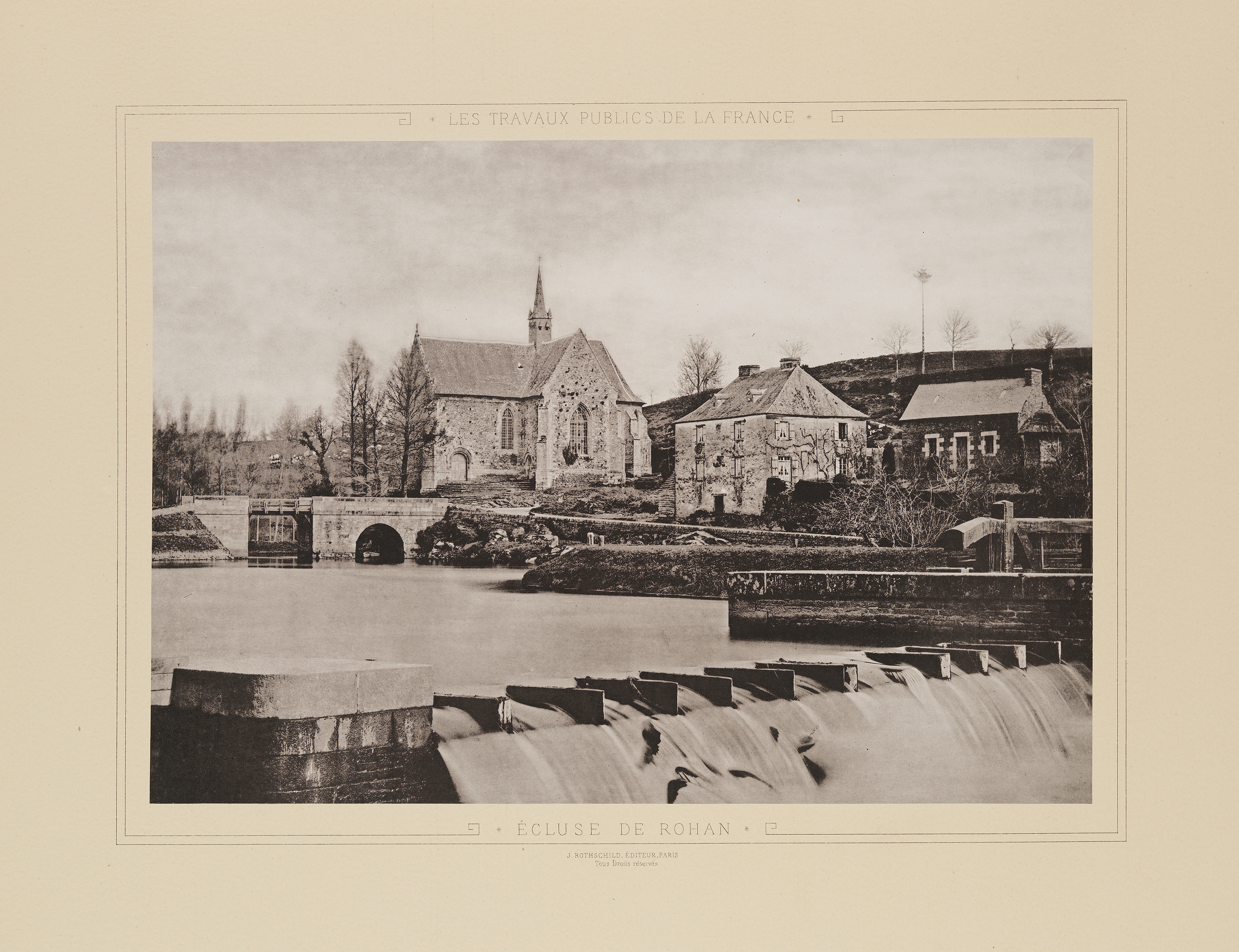
Canal de Nantes à Brest : l'écluse de Rohan (photographie de 1883).

La ville est située sur les bords de l'Oust et du canal de Nantes à Brest (qui se confondent sur une partie de leur parcours), en amont de Josselin, au cœur du plateau de Rohan (c'est une appellation discutable car la topographie est marquée par des collines désordonnées où ne se discerne aucune direction nette, et non par une surface plane), topographie en pente vers le sud. Ce plateau de Rohan, selon Charles Barrois, qui s'étend de la baie de Douarnenez à la Sarthe est « un massif plutôt anticlinal, formé par des rides parallèles orientées à 70°, obliques par conséquent aux systèmes précédents et ondulant la masse si uniforme par les caractères lithologiques des phyllades de Saint-Lô, altérés, argileux, imperméables ».
| - Rohan : carte des routes et du réseau hydrographique. |

### Paysage et habitat
La commune appartient à une unité paysagère appelée plateau de Pontivy-Loudéac qui montre des étendues cultivées (cultures céréalières et fourragères) associées à peu de bocage, à l'état résiduel, avec une végétation s'exprimant le plus souvent sous forme de forêts, boisements ou bosquets. La « plaine » de Pontivy est en effet constituée de paysages monotones qui portent, selon le géographe Pierre-Yves Le Rhun, la marque d'une spéculation prédominante qui a éliminé la polyculture vivrière et l'élevage au profit d'une « étendue céréalière qui rappelle maintenant la Beauce, à moins que ce ne soit le Midwest ».

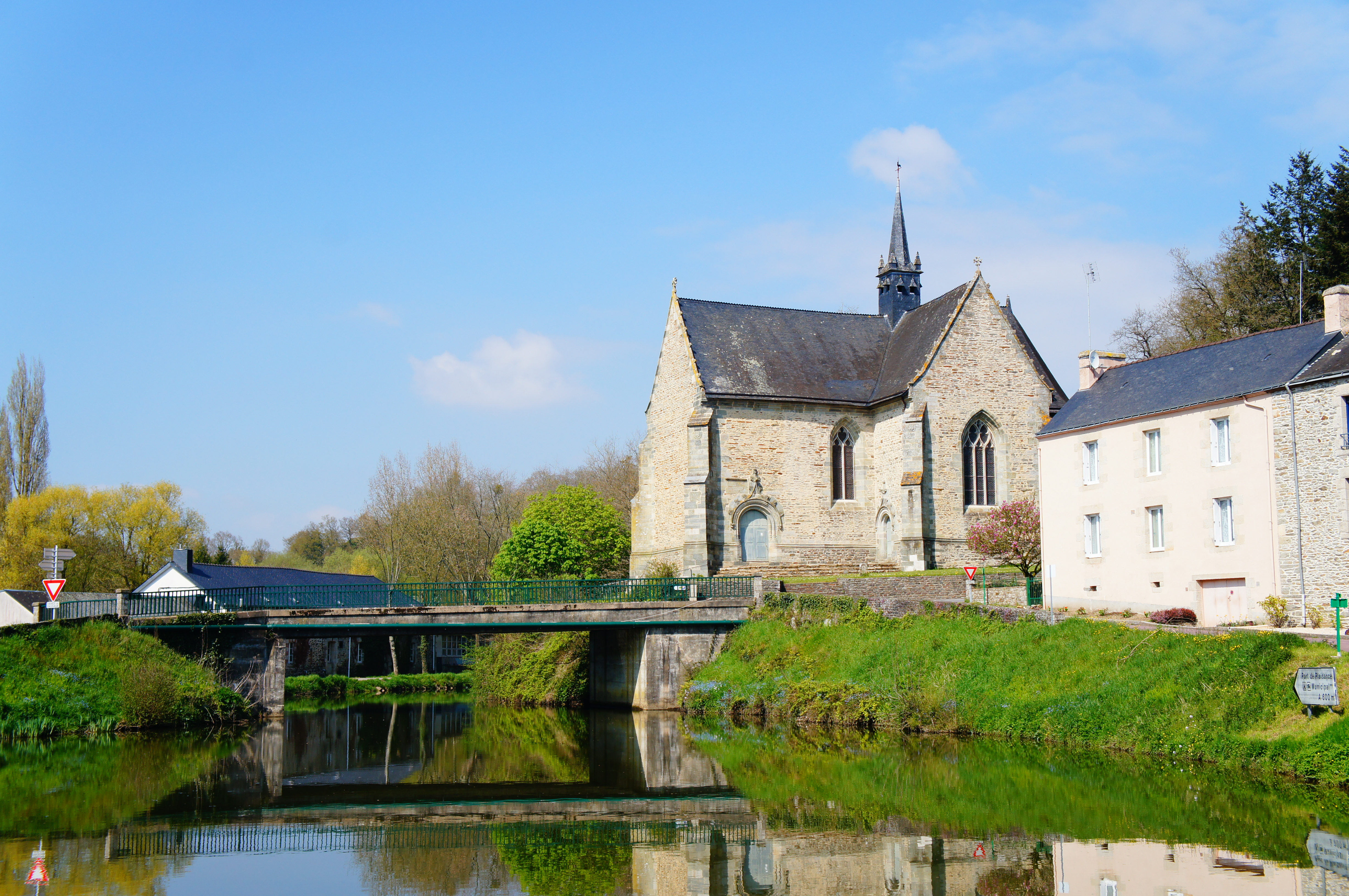
Le canal de Nantes à Brest et la chapelle Notre-Dame-de-Bonne-Encontre.
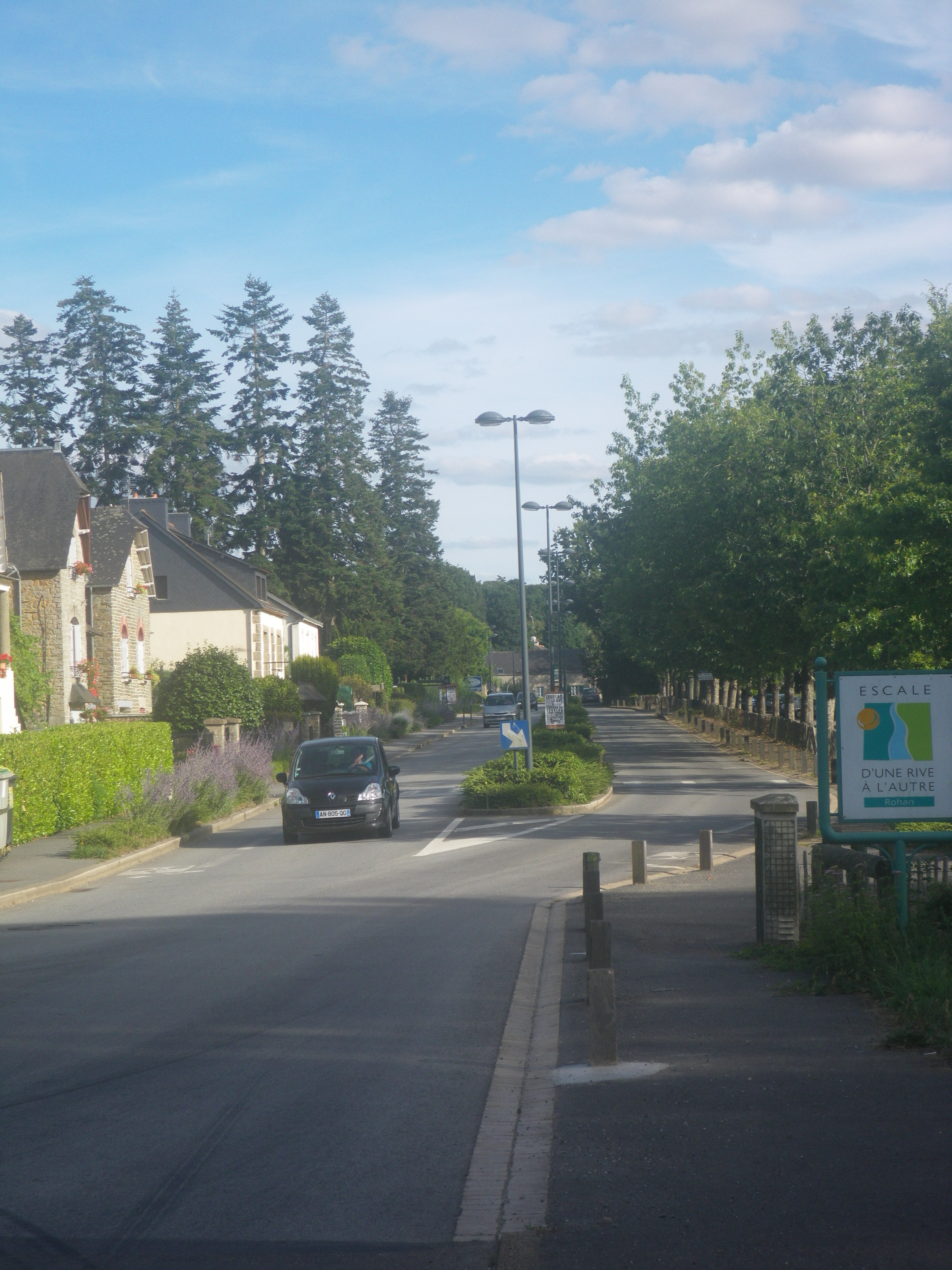
L'entrée de Rohan par la rue du Lac.
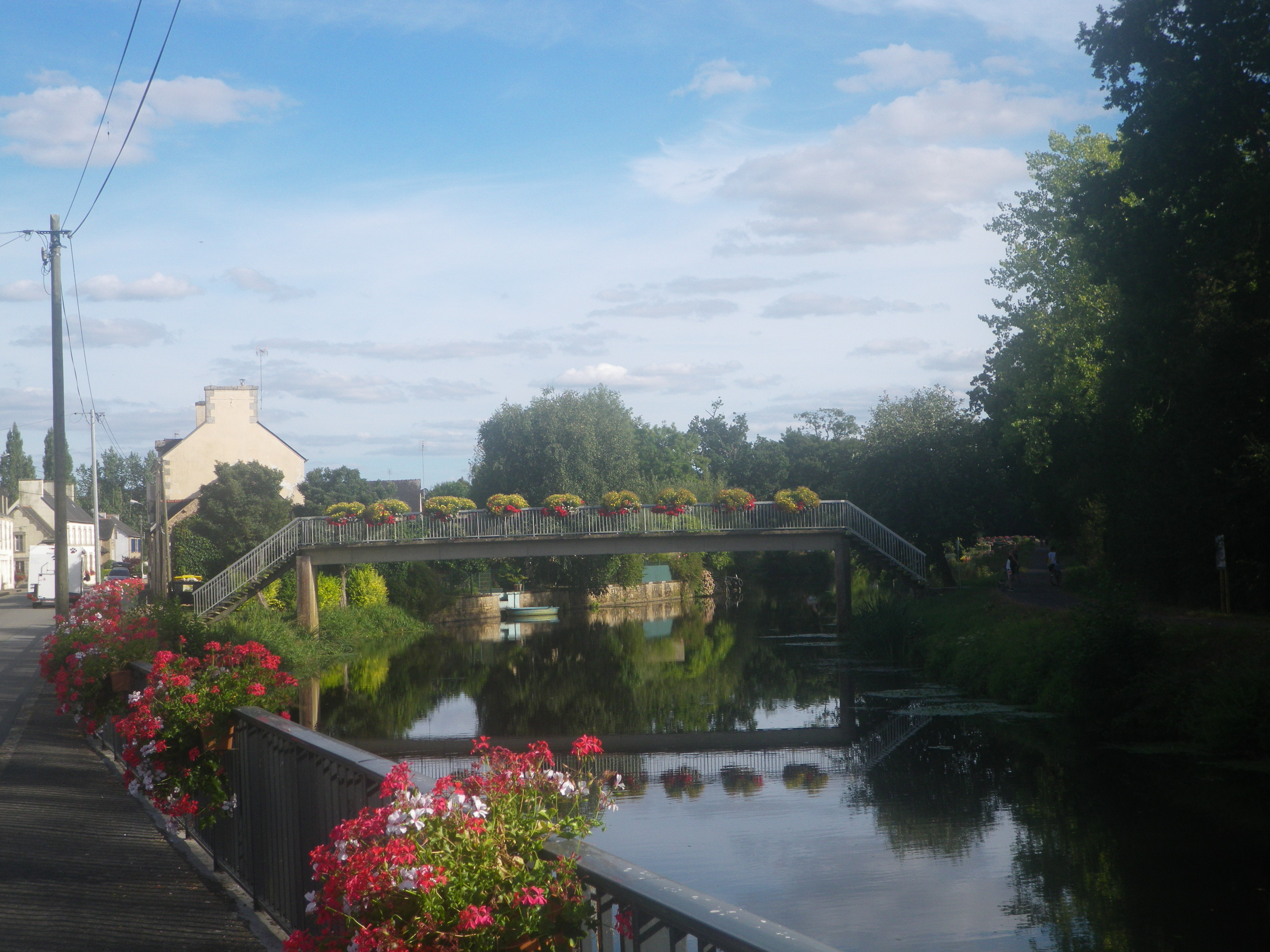
L'entrée de Saint-Samson : passerelle sur l'Oust canalisé (Canal de Nantes à Brest).

### Transports

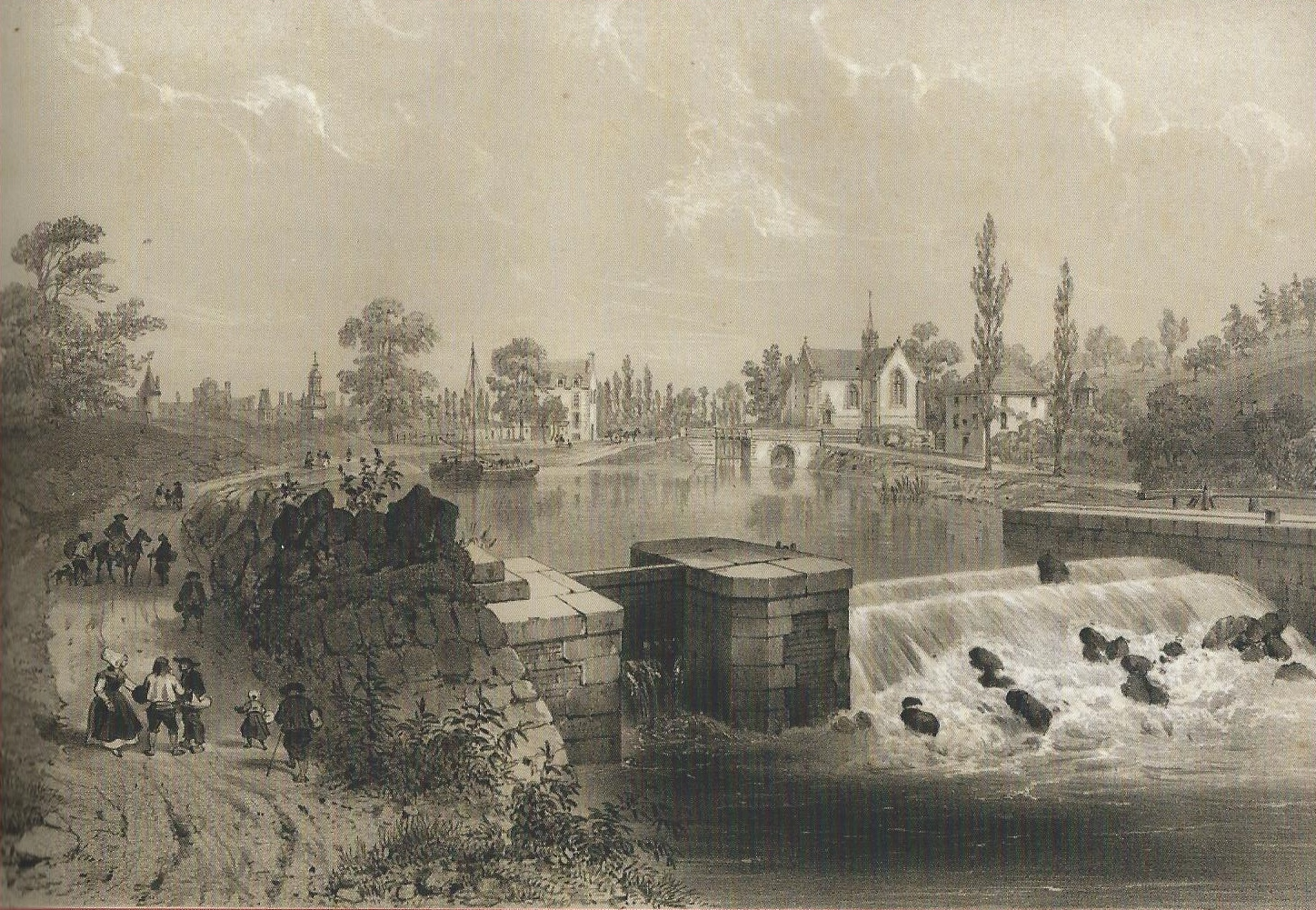
Le canal de Nantes à Brest en 1865 à Rohan (Morbihan) ; dessin de Félix Benoist.

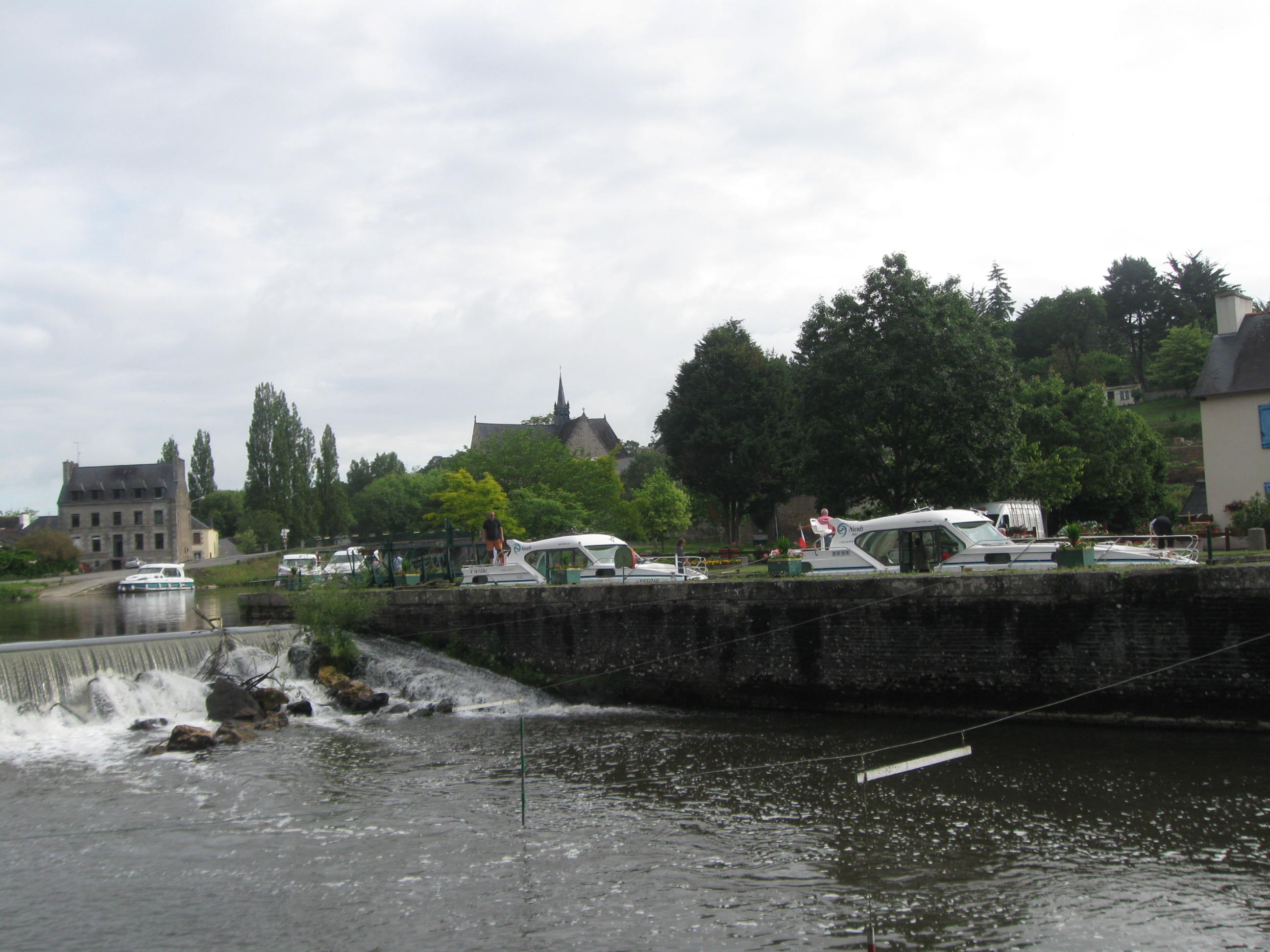
Rohan : le quai Notre-Dame (Canal de Nantes à Brest).

Par voie routière, Rohan est desservi par la D 2 (qui vient côté ouest de Pontivy et se poursuit vers l'est jusqu'à Bréhan et la limite départementale avec les Côtes-d'Armor), par la D 11 (qui vient côté sud de Saint-Jean-Brévelay via Réguiny et Crédin et dessert côté nord Saint-Samsdon et au-delà, dans les Côtes-d'Armor, sous le nom de D 41, Saint-Maudan et Loudéac), par la D 17 (qui côté sud vient de Locminé via Évellys et côté nord jusqu'à la limite départementale des Côtes-d'Armor et, au-delà, La Chèze).
Rohan est traversé par l'Oust canalisé (Canal de Nantes à Brest).
Rohan n'a jamais bénéficié d'une desserte ferroviaire.

### Hydrographie
Pour un article plus général, voir Réseau hydrographique du Morbihan.
La commune est située dans le bassin Loire-Bretagne. Elle est drainée par le canal de Nantes à Brest, l'Oust, le Lahron, le Larhon, l'Estuer et divers autres petits cours d'eau,.
Le canal de Nantes à Brest est un canal, chenal et un estuaire et un cours d'eau naturel navigable sur une grande partie de son cours, d'une longueur de 364 km, prend sa source dans la commune de Nort-sur-Erdre et se jette  dans la Loire à Nantes. 
L'Oust, d'une longueur de 145 km, prend sa source dans la commune de La Harmoye et se jette  dans la Vilaine à Rieux, après avoir traversé 46 communes. 
Le Larhon, d'une longueur de 19 km, prend sa source dans la commune de La Motte et se jette  dans le canal de Nantes à Brest sur la commune, après avoir traversé cinq communes. 

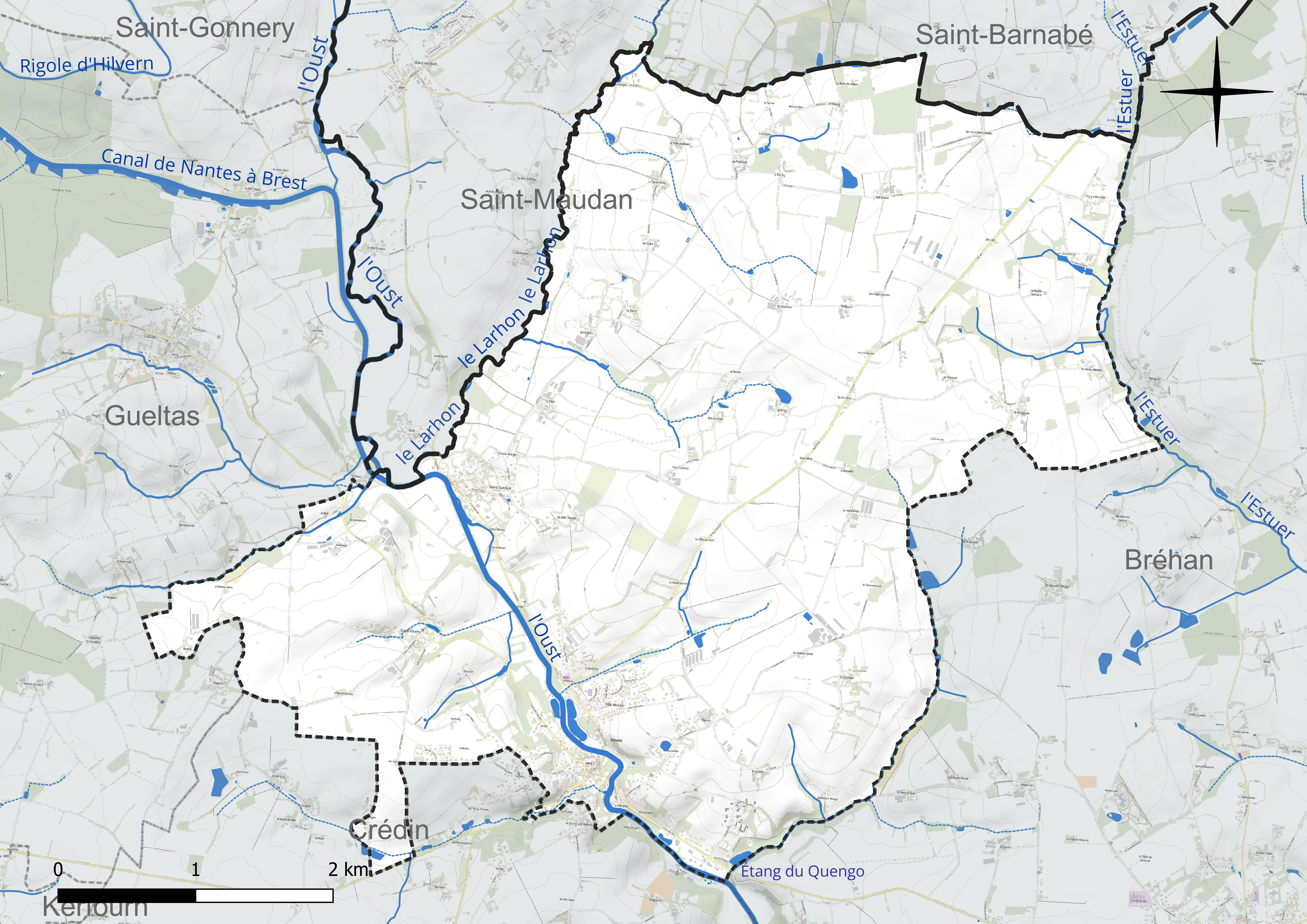
Réseau hydrographique de Rohan.

Un plan d'eau complète le réseau hydrographique : l'étang du Quengo, d'une superficie totale de 1 ha (0,92 ha sur la commune),.

### Climat
Pour des articles plus généraux, voir Climat de la Bretagne et Climat du Morbihan.
En 2010, le climat de la commune est de type climat océanique franc, selon une étude du CNRS s'appuyant sur une série de données couvrant la période 1971-2000. En 2020, Météo-France publie une typologie des climats de la France métropolitaine dans laquelle la commune est exposée à un climat océanique et est dans une zone de transition entre les régions climatiques « Finistère nord  » et « Bretagne orientale et méridionale, Pays nantais, Vendée ». Parallèlement l'observatoire de l'environnement en Bretagne publie en 2020 un zonage climatique de la région Bretagne, s'appuyant sur des données de Météo-France de 2009. La commune est, selon ce zonage, dans la zone « Intérieur Est », avec des hivers frais, des étés chauds et des pluies modérées.
Pour la période 1971-2000, la température annuelle moyenne est de 11,2 °C, avec une amplitude thermique annuelle de 12,2 °C. Le cumul annuel moyen de précipitations est de 994 mm, avec 13,8 jours de précipitations en janvier et 6,5 jours en juillet. Pour la période 1991-2020, la température moyenne annuelle observée sur la station météorologique la plus proche, située sur la commune de Loudéac à 12 km à vol d'oiseau, est de 11,5 °C et le cumul annuel moyen de précipitations est de 922,6 mm,. Pour l'avenir, les paramètres climatiques de la commune estimés pour 2050 selon différents scénarios d'émission de gaz à effet de serre sont consultables sur un site dédié publié par Météo-France en novembre 2022.

## Urbanisme

### Typologie
Au 1er janvier 2024, Rohan est catégorisée bourg rural, selon la nouvelle grille communale de densité à sept niveaux définie par l'Insee en 2022.
Elle est située hors unité urbaine. Par ailleurs la commune fait partie de l'aire d'attraction de Loudéac, dont elle est une commune de la couronne,. Cette aire, qui regroupe 22 communes, est catégorisée dans les aires de moins de 50 000 habitants,.

### Occupation des sols

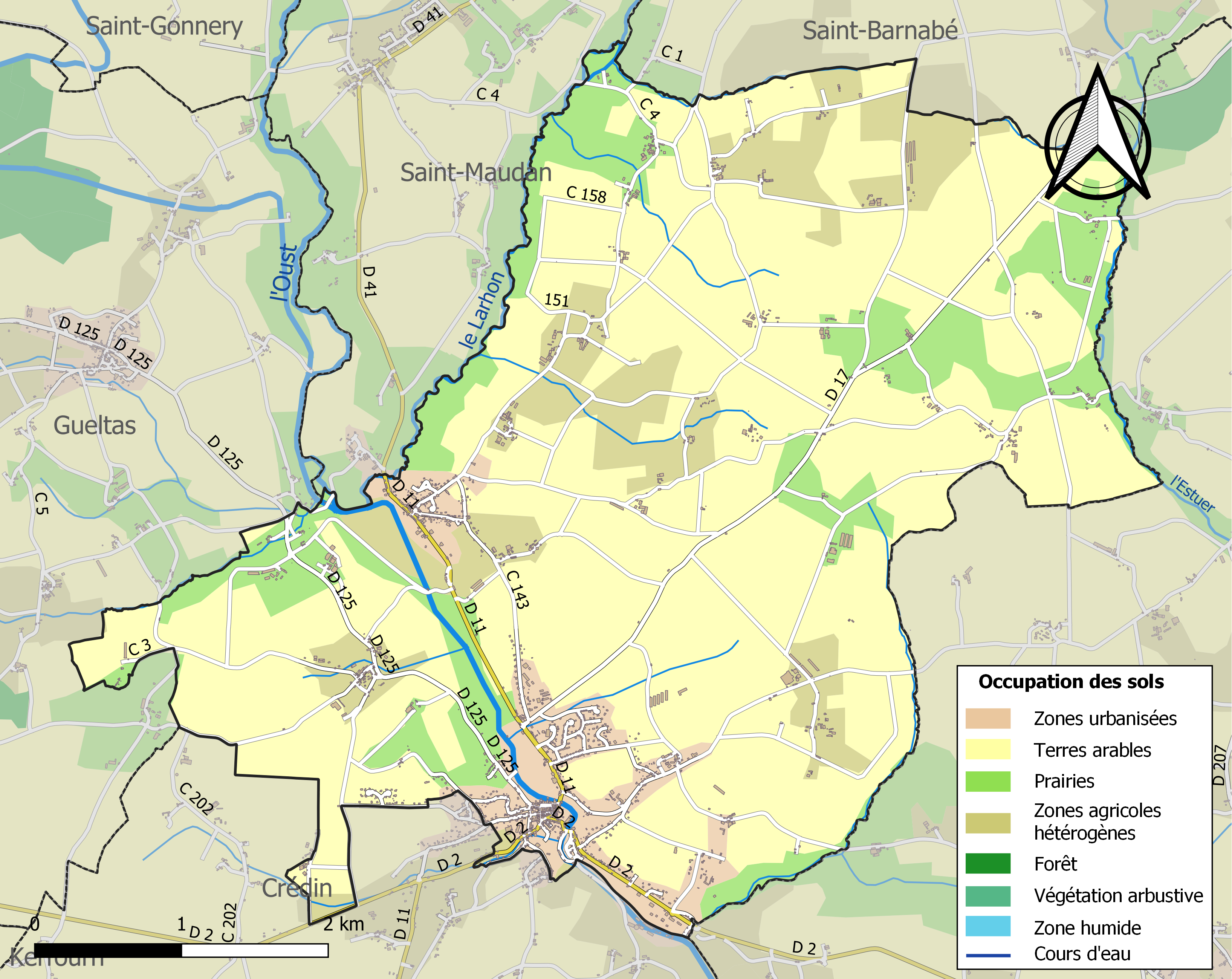
Carte des infrastructures et de l'occupation des sols de la commune en 2018 (CLC).

Le tableau ci-dessous présente l' occupation des sols de la commune en 2018, telle qu'elle ressort de la base de données européenne d'occupation biophysique des sols Corine Land Cover (CLC).
| Type d'occupation                                                                   | Pourcentage | Superficie (en hectares) |
| ----------------------------------------------------------------------------------- | ----------- | ------------------------ |
| Tissu urbain discontinu                                                             | 4,8 %       | 112                      |
| Zones industrielles ou commerciales et installations publiques                      | 1,9 %       | 45                       |
| Terres arables hors périmètres d'irrigation                                         | 65,6 %      | 1538                     |
| Prairies et autres surfaces toujours en herbe                                       | 15,2 %      | 356                      |
| Systèmes culturaux et parcellaires complexes                                        | 10,4 %      | 244                      |
| Surfaces essentiellement agricoles interrompues par des espaces naturels importants | 2,0 %       | 48                       |
| Source : Corine Land Cover                                                          |             |                          |

## Toponymie
Rohan dérive du breton Roc’han (« petit rocher »), forme diminutive dérivée de Roc’, « rocher », terme désignant aussi une hauteur rocheuse, voire un château ou une forteresse. Cet oronyme a donné son nom à plus de 1 000 lieux-dits de toute la Bretagne, avec une densité assez faible près de la côte sud, contrairement à la côte nord, ce qui traduit la géologie du Massif armoricain. Ce toponyme en Bretagne centrale fait référence à un nom de lieu sur le site de Castel-Noec (aujourd'hui Castennec) en Bieuzy, où le méandre du Blavet isole un promontoire réduit à un éperon escarpé de 900 m de long. Le gué de Castennec était contrôlé par un important éperon fluvial, occupé dès la Préhistoire. Situé à mi-chemin entre deux capitales de cité, Darioritum (Vannes) et Vorgium (Carhaix), il est alors le principal point de passage. Bénéficiant de cette situation privilégiée, il a alors connu une permanence de l'habitat depuis le second âge du Fer jusqu'à la période médiévale. Alain, vicomte de CastelNoec profite de cette position de défense naturelle pour édifier entre 1120 et 1128 un château (forteresse attestée sous le nom de Castrum Rohan en 1128). Alain prend dès lors le nom de Rohan et devient Alain Ier de Rohan, mais son installation est provisoire et le centre de son pouvoir seigneurial est vite déplacé à Rohan où il édifie un second château en 1127 et donne son nom au bourg.
Même si Rohan est depuis longtemps devenu francophone (langue gallèse traditionnellement), les nombreux noms et préfixes bretons des hameaux qui l'entourent (par exemple Quengo, Coëtquelan, Coëtmoru, Brangolo, etc. et ceux commençant par ker) sont d'origine bretonne et attestent que la langue bretonne était parlée autrefois à Rohan et à Saint-Gouvry.

## Histoire

### Moyen Âge
En 1104, Rohan dépendait de la paroisse de Saint-Gouniry (Saint-Gouvry). Le bassin de Rohan correspond à l'ancien Poutrecoet (ou Porhoët) ensemble de forêts et de landes défrichées à partir du Moyen Âge et dont il subsiste quelques traces (forêts de Loudéac, de Lanouée, de forêt de Paimpont, de Quénécan).
C'est le lieu d'origine de la famille de Rohan dans la vicomté du Porhoët qui était avant le XIe siècle une dépendance de Rennes. Les guerres féodales sont fréquentes et il n'est pas rare que des barons, vicomtes ou comtes agissent contre leur suzerain en s'alliant à ses ennemis ou en attaquant son domaine. Vaste territoire difficile à garder dans une seule seigneurie, la vicomté de Porhoët est démembrée en 1120 lorsque Geoffroi de Porhoët, quatrième successeur de Guethénoc, concède à son frère Alain, à titre d'apanage, la partie occidentale du Porhoët. Alain, qui se voit octroyer la rive droite de l'Oust (sauf Ploërmel et les environs de Josselin), y construit une première forteresse à Castennec (Roc'h an) en Bieuzy puis adopte ce nom de Rohan. Souhaitant se rapprocher de Geoffroy avec qui il chasse fréquemment sur les rives de l'Oust, Alain, désormais Alain Ier de Rohan, fait édifier vers 1127 un second château, originellement une motte féodale, dans la paroisse de Saint-Gouvry, près de laquelle se développe le bourg de Rohan qui devint le siège de la vicomté de Rohan. Alain de Rohan ne tarder à pas à s'y installer définitivement, délaissant Castennec.
La charte de fondation du prieuré de Rohan en 1127 (don d'Alain de Rohan aux moines de Marmoutier pour y créer un monastère et un bourg) constitue l'acte de naissance de la cité qui présente alors une configuration tripartite (château, bourg monastique, bourg seigneurial) sur une surface habitable réduite et accidentée d'une cinquantaine d'hectares. L'odonymie a conservé la mémoire de cette configuration : rue du Château, bourg aux moines au sud, bourg de Rohan au nord.
Lors de la guerre de succession de Bretagne, Alain VII de Rohan ayant pris le parti de Charles de Blois, la ville est prise par le comte de Northampton Guillaume de Bohun (anglais), pillée et brûlée en 1342. Jean Ier de Rohan rebâtir la cité et répare la forteresse qui reste ensuite, tout au long du XVe siècle l'une des principales places fortes de Bretagne, décrite ainsi par Jean II de Rohan en 1479 : « 
Le chasteau de Rohan, place forte et avantageuse, bien emparée de tours, maisons, clostures et fosse pou la défense d'iceluy ».
Ce bourg ne devient paroisse qu'en 1387 après détachement de Saint-Gonnery.
En 1418, la cité perd le titre de siège de la vicomté de Rohan au profit de Pontivy, agglomération occupant géographiquement une position plus centrale.
Selon un aveu de 1471, Rohan était, au sein de la Vicomté de Rohan, une des 46 paroisses ou trèves de la seigneurie proprement dite de Rohan.
Le prieuré Notre-Dame de Rohan, qui se trouve à l'extrémité de la paroisse de Saint-Samson, appartient au XVe siècle aux chanoines réguliers de l'abbaye de Saint-Jean-des-Prés. 
Le château subit plusieurs assauts à la fin du XVe siècle, Jean II de Rohan ayant pris parti pour les Français (il s'allie au roi de France Charles VIII contre le duc de Bretagne François II), au risque de faire perdre son indépendance à la Bretagne. Le 3 mars 1488 l'armée bretonne commence le siège de Rohan (ainsi que Josselin et La Chèze) et en janvier 1490 Jean IV de Rieux prend d'assaut le château. Celui-ci est alors en bonne partie démantelé.

### Temps modernes
Le château de Rohan est réparé par Jean II de Rohan au début du XVIe siècle, les frais étant en partie financés par la perception d'un droit de billot pendant 5 ans), mais les Rohan n'habitent plus guère à Rohan, préférant désormais leurs autres châteaux de La Chèze, Josselin et plus tard Blain. Aussi dans le courant des XVIIe siècle et XVIIIe siècle le château est délaissé et tombe progressivement en ruines. Aucun fait historique notable ne s'y déroule désormais, par exemple le château n'est même pas attaqué pendant les Guerres de religion. Un aveu de 1682 dit : « La ville de Rohan, qui était autrefois cernée de murailles et fossés, est noble, franche et exempte de tous subsides, fouages, impôts et autres subventions, tant ordinaires qu'extraordinaires ». Le château tombe définitivement en ruine après 1682 et la Révolution française achève sa destruction.
Vers 1610 les deux paroisses de Saint-Gouvry et Rohan furent réunies, les deux paroisses restant officiellement distinctes, mais sous la houlette d'un même recteur.
La famille Henry devint propriétaire du manoir du Quengo lors du mariage vers 1515 de Marguerite du Quengo avec Jean II Henry ; la famille prit alors le nom d'Henry du Quengo ; elle fut reconnue d'ancienne extraction noble lors de la réformation de 1669 et possédait un enfeu dans la chapelle Notre-Dame-de-Bonne-Encontre où leurs membres successifs furent inhumés entre 1674 et 1788. Parmi ses membres connus, Jean III Henry du Quengo (1523-1568) fut capitaine de La Roche-Bernard et des Francs-Archers de l'évêché de Vannes (il combattit les protestants lors des Guerres de religion) ; deux membres de la famille du Quengo furent tués lors de la Bataille de Fontenoy en 1745.

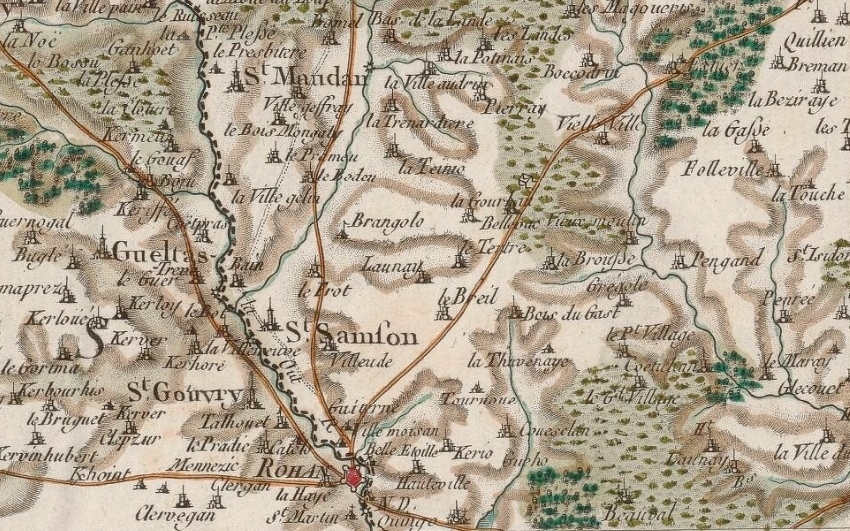
Carte de Cassini de Rohan et des paroisses et trèves avoisinantes (1787).

Jean-Baptiste Ogée décrit ainsi Rohan en 1778 :

« Rohan ; petite ville avec citation de Duché-Pairie de France, sur la rivière d'Oust ; à 10 lieues au Nord de Vannes, son Évêché ; à 17 lieues de Rennes, et à 3 lieues de Pontivi, sa subdélégation. Cette ville ressortit au Parlement et compte 1 200 communiants, y compris ceux de Saint-Gouvri, sa trève ; la cure est à l'alternative. M. le duc de Rohan-Chabot en est le Seigneur. Le territoire renferme des terres bien cultivées, des prairies, des bois et des landes. On y fait du cidre ; il s'y tient un marché par semaine et plusieurs foires par an. »

### Révolution française
Les notables de Rohan se réunirent le 5 avril 1789 dans la sacristie de l'église paroissiale pour rédiger leur cahier de doléances et élire leurs délégués à l'assemblée de la sénéchaussée de Ploërmel ; ceux de Saint-Gouvry et Saint-Samson firent de même, toutes se tenant sous la présidence du sénéchal Joseph-Antoine Edy. Plusieurs notables de la ville se portent acquéreurs de biens nationaux et s'enrichissent ainsi : par exemple Pierre Jean Pégorier acquiert la terre de Talhouët, Pierre Roland des Aulnais (Pierre Rolland-Dezaunais) des terres qui dépendaient du prieuré de Rohan, Nicolas Étienne Lorant la chapelle Saint-Martin et des bois l'entourant, etc.. Ces notables jouent les premiers rôles dans la municipalité républicaine les années suivantes.
Jean Le Bot, recteur de Rohan et Saint-Gouvry depuis 1782, prêta le serment de fidélité à la Constitution civile du clergé, mais se rétracta ensuite, devenant donc prêtre réfractaire ; poursuivi par les autorités du district de Josselin, il disparut avant la fin de l'année 1792 ; Jean-marie Perrotin, vicaire, prêta aussi le serment de fidélité et devint même procureur de la commune ; il fut remplacé en septembre 1791 comme vicaire constitutionnel par Alain Le Coz.
Le 10 octobre 1793, en pleine Terreur, un Comité de surveillance de 12 membres est créé à Rohan ; ses membres sont les principaux notables de la ville. 
En 1794 la demande de changer le nom de la commune, le nom "Rohan" rappelant trop l'Ancien Régime, en "Montagne-sur-Oust" ne fut finalement pas suivie d'effet. Le 30 vendémiaire an III (21 octobre 1794) la municipalité demande l'installation d'une garnison de 100 hommes à Rohan pour faire face à la menace des chouans qui font des incursions en ville et menacent les patriotes (la ville est par exemple attaquée et prise par les chouans le 22 messidor an II (10 juillet 1795), la cité est pillée et une femme est tuée. La municipalité projette alors de construire des fortifications autour de la ville et des travaux sont entrepris, ce qui n'empêche pas une nouvelle attaque des chouans le 14 pluviôse an IV (3 février 1796) : la ville est à nouveau pillée, mal protégée par une garnison présente seulement par intermittence et dont les membres commettent également maintes exactions.

### LeXIXesiècle
Les ruines du château sont vendues en 1802 par le duc de Rohan Louis-Antoine de Rohan-Chabot à Louis de Janzé ; celui-ci les revend en 1814 au duc Alexandre-Louis-Auguste de Rohan-Chabot. Au milieu du XIXe siècle, ses pierres sont données aux Trappistes par le neuvième duc de Rohan Fernand de Rohan-Chabot pour construire l'abbaye Notre-Dame de Timadeuc. Le château a de nos jours totalement disparu.
Les anciens révolutionnaires et leurs enfants devinrent sous l'Empire et la Restauration des protecteurs de l'Église. Pierre-Henry Martin a résumé leurs opinions en écrivant : « Les Rohannais ont-ils des opinions politiques bien arrêtées ? Non. Toujours attachés au gouvernement [du moment], ils disent (..;) selon les temps et un peu les gens : "Vive le duc, vive le roi, vive la Ligue, vive l'Empire, vive la République" ».
Pour lutter contre les incendies, la municipalité interdit en 1816 de couvrir les maisons et dépendances en chaume, paille ou bruyère (deux pompes à incendie sont achetées en 1849) . En 1853 une commission de sécurité se plaint de la trop grande étroitesse des rues et de leur malpropreté entretenue par le contenu des vases de nuit et de toute espèces d'ordures.
A. Marteville et P. Varin, continuateurs d'Ogée, décrivent ainsi Rohan en 1853 :

« Rohan : commune formée de l'ancienne petite ville et paroisse de ce nom ; aujourd'hui curé de 2e classe ; bureau de perception ; chef-lieu d'enregistrement ; résidence d'une brigade de gendarmerie à pied. (...) Superficie totale 50 hectares, dont (...) terres labourables 11 ha, prés et pâturages 22 ha, vergers et jardins 8ha, incultes 2 ha. (...) La commune de Rohan, devenue chef-lieu de canton, ne se compose, on le voit, que d'une faible superficie territoriale ; la ville qui lui donne son nom est elle-même très peu importante, si ce n'est par quelques marchés assez fréquentés qui ont lieu les mercredi et samedi de chaque semaine, et par les foires qui s'y tiennent les deuxièmes mercredis des mois de janvier, février, mars, avril et mai, les 25 juin et 28 juillet, le deuxième mercredi d'août, le 21 septembre, le 2e mercredi d'octobre, le 12 novembre et le 2e mercredi de décembre. (...) On parle le français [en fait le gallo] . »

À partir de 1869, sous l'impulsion du maire Louis Rouault de Lavigne, certaines rues sont élargies et en 1875 l'acquisition de la maison Joseph Chantoux permet sa transformation en mairie, justice de paix et école des garçons. L'ancien auditoire est détruit en 1879 et la vieille halle aux étoffes en 1911 ; des trottoirs et caniveaux sont aménagés à partir de 1898 et un éclairage public installé en 1911. L'église paroissiale est reconstruite en 1897 et une école privée des filles (2 classes) construite vers la même date, ainsi qu'une école privée de garçons (une classe) qui concurrence l'école publique existante (deux classes).
Le 15 février 1888 le conseil municipal de Rohan demande l'annexion de villages dépendant de Crédin et Saint-Samson, « situés aux portes même de Rohan (...) et trop éloignés de leurs chefs-lieux actuels ».

### LeXXesiècle

#### La Belle Époque
En novembre 1913 la partie nord de la paroisse de Crédin est, à la demande des paroissiens concernés qui étaient « trop éloignés de l'église paroissiale » rattachée à celle de Rohan, par un mandement de l'évêque de Vannes, Alcime Gouraud.

#### La Première Guerre mondiale
Le monument aux morts de Rohan et Saint-Gouvry porte les noms de 35 soldats morts pour la France pendant la Première Guerre mondiale ; parmi eux 2 sont morts en Belgique (dont Mathurin Valin, mort de maladie le 21 décembre 1918, plus d'un mois après l'armistice) ; un (Alexis Quérel) est mort en mer lors du naufrage du croiseur cuirassé Léon Gambetta le 24 avril 1915 ; Pierre Jarnot est disparu lors de la Bataille de Sedd-Ul-Bahr en 1915 et Eugène Allio de maladie en Grèce en 1916 ; Honoré Le Sage a été tué à l'ennemi à Asiago (Italie) le 9 août 1918 ; tous les autres sont morts sur le sol français.

#### L'Entre-deux-guerres

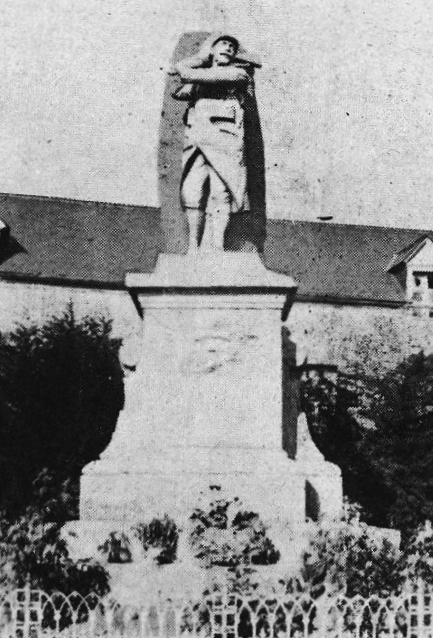
Le monument aux morts de Rohan (photographie publiée par l'abbé Pierre-Henry Martin dans son livre « Histoire de Rohan Saint-Gouvry » publié en 1926).

Ange Valin, caporal au 2e régiment de zouaves, est mort le 18 août 1919 des suites d'une rixe à Oujda (Maroc).
Le monument aux morts de Rohan est l'œuvre du sculpteur Y. Tadivel et de l'entrepreneur J. Vernery : il représente un poilu brandissant on fusil pour la défense d'un menhir, symbole de la patrie.

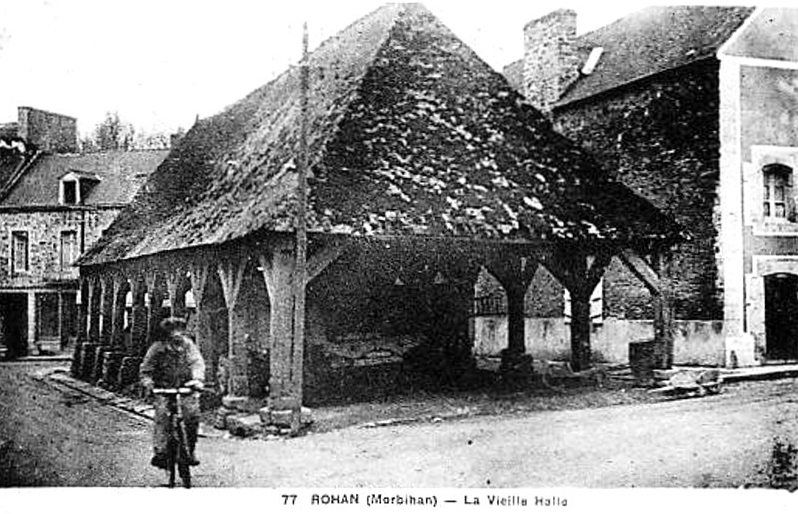
Rohan : la vieille halle vers 1920 (carte postale).
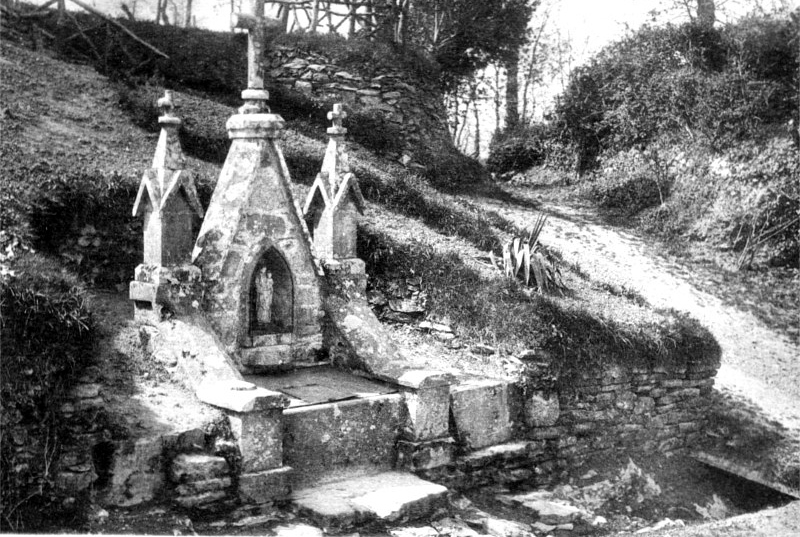
Rohan : la fontaine Notre-Dame de Bon-Secours.

« À l'encontre de Rohan qui ne renferme pas de laboureurs, faute de terres suffsantes, la population de Saint-Gouvry est presque exclusivement agricole » écrit l'abbé Pierre-Henry Martin en 1926. Il écrit aussi que « le canal de Nantes à Brest continue à redre d'immense services, surtout à ses riverains dépourvus de chemin de fer, pour l'expédition des marchandises non périssables. (...) Seulenent la lenteur de la batellerie ne permet pas l'exportation des denrées avariables ».

#### La Seconde Guerre mondiale
Le monument aux morts de Rohan et Saint-Gouvry porte les noms de 3 personnes mortes pour la France pendant la Seconde Guerre mondiale dont Louis Michard, quartier-maître, disparu en mer le 18 juin 1940 lors du naufrage de l'aviso Vauquois et André Jouannic, membre du bataillon de marche n° 5, tué à l'ennemi le 10 janvier 1945 à Ebersmunster (Bas-Rhin).
Le 15 mai 1944 un cultivateur de Saint-Gouvry (qui ne cachait pas ses sentiments pro-allemands et convaincu d'avoir dénoncé des patriotes français) et son fils furent tués par des résistants FTP, mais parvinrent à assassiner un des résistants car ils étaient munis d'un revolver. Les mêmes faits étaient présentés de manière totalement différente dans la presse collaborationniste en 1944, qui parle de  « quatre bandits [qui] assassinent un cultivateur et son fils ».

#### L'après Seconde Guerre mondiale
Par un arrêté préfectoral en date du 13 juin 1994 la fusion-association intervenue entre les anciennes communes de Saint-Gouvry, Saint-Samson et Rohan pour donner naissance à la commune de Rohan est transformée en fusion simple.

### LeXXIesiècle

#### Rohan «Petite ville de demain»
Le 14 mars 2024, Rohan a officiellement signé la convention-cadre du projet "Petites villes de demain", avec le soutien de Pontivy communauté, de l’État, de la Région et de la Banque territoriale et est donc bénéficiaires de cette « stratégie de revitalisation » décidée par l'État.

## Blasonnement
| Blason | Blasonnement : De gueules à neuf macles d'or ordonnées 3, 3 et 3. |

## Politique et administration
| Période                                  | Période           | Identité                                 | Étiquette | Qualité |
| ---------------------------------------- | ----------------- | ---------------------------------------- | --------- | --- |
| 1793                                     | 1793              | Mathurin Jean Le Malliaud                |           | Officier public. |
| 1793                                     | 1795              | Nicolas Étienne Lorant                   |           | Notaire. |
| 1795                                     | 1796              | Joseph Guillot                           |           | Officier public. |
| 1796                                     | 1800              | Joseph Audrin                            |           | Médecin. |
| 1800                                     | 1800              | Jean Audrain                             |           | Boulanger et marchand. |
| 1800                                     | 1805              | Pierre Jean Pégorier                     |           | Officier de cavalerie. Acquéreur des terrres de Talhouët et du manoir de la Villemoisan (en La Croix-Helléan).                                                |
| 1805                                     | 1806              | Pierre Herpe                             |           | Marchand d'étoffe. Juge de paix. |
| 1806                                     | 1811              | Julien Marie Gambert                     |           | Marchand d'étoffe. Notaire impérial. |
| 1811                                     | 1821              | Denis Rolland des Aulnais                |           | Propriétaire. Fils de Pierre Roland des Aulnais, acquéreur de la chapelle Saint-Martin, vendue comme bien national. Restaurateur de la chapelle Saint-Martin. |
| 1821                                     | 1839              | Gobrien Le Beau                          |           | Marchand. |
| 1839                                     | 1842              | Pierre Rolland des Aulnais               |           | Fils de Denis Rolland des Aulnais, maire entre 1811 et 1821. Marchand de vin. Conseiller général.                                                             |
| 1844                                     | 1850              | Yves Marie Cordier                       |           | Propriétaire. |
| 1850                                     | 1852              | Louis Marie Nogues                       |           | Greffier de justice de paix. Expert-arpenteur. |
| 1852                                     | 1853              | Yves Marie Cordier                       |           | Déjà maire entre 1844 et 1850. |
| 1854                                     | 1878              | Louis Stanislas Félix Rouault de Lavigne |           | Marin. Propriétaire. |
| 1879                                     | 1880              | Joseph Lemoine                           |           | Instituteur. |
| 1881                                     | 1882              | Jean-Marie Jouannic                      |           | Menuisier. |
| 1882                                     | 1887              | Louis Stanislas Félix Rouault de Lavigne |           | Déjà maire entre 1854 et 1878. |
| 1887                                     | 1891              | Félix Olivo                              |           | Directeur des postes et télégraphes. Chevalier de la Légion d'honneur.                                                                                        |
| 1891                                     | 1893              | Adolphe de Lantivy                       |           | Vicomte. |
| 1894                                     | 1896              | Mathurin Valin                           |           | Boucher. |
| 1896                                     | 1904              | Léopold Jouannic                         |           | Négociant. |
| 1904                                     | après 1908        | Félix Derien                             |           | Médecin. Chevalier de la Légion d'honneur. |
|                                          |                   |                                          |           | |
| ca. 1978                                 | mars 1983         | Joseph Morice                            |           | Réélu en 1977 |
| mars 1983                                | mars 1989         | Paul Michard (1940- )                    |           | Contrôleur de gestion |
| mars 1989                                | juin 1995         | Hélène Coyat (1927-2020)                 | DVG       | Secrétaire de mairie retraitée, maire honoraire Chevalier des Palmes académiques et du Mérite agricole                                                        |
| juin 1995                                | mars 2001         | Pierre-Yves Tanguy (1959- )              |           | Gérant de société |
| mars 2001                                | 26 mai 2020       | Bernard Nizan (1946- )                   | DVG       | Retraité de l'enseignement |
| 26 mai 2020                              | 24 septembre 2020 | Jean-Paul Le Crom (1962- )               |           | Agriculteur et entrepreneur. Démissionne le 27 mai 2020. |
| 16 octobre 2020                          | En cours          | Victorien Leman (1989- )                 |           | Docteur en Histoire, Agent de maitrise en Archéologie, Généalogiste et Enseignant Plus jeune maire de Bretagne                                                |
| Les données manquantes sont à compléter. |                   |                                          |           | |

| Période | Période   | Identité                 | Étiquette | Qualité                                                            |
| ------- | --------- | ------------------------ | --------- | ------------------------------------------------------------------ |
| 1790    | 1813      | Julien Lucas             |           |                                                                    |
| 1813    | 1816      | Yves Robin               |           |                                                                    |
| 1816    | 1824      | Mathurin Le Metheyer     |           |                                                                    |
| 1824    | 1841      | Jean Jéhanno             |           |                                                                    |
| 1841    | 1848      | Pierre-Marie Glais       |           | Laboureur.                                                         |
| 1848    | 1871      | Mathurin Geffray         |           | Cultivateur.                                                       |
| 1871    | 1874      | Jean Thomas              |           |                                                                    |
| 1874    | 1900      | Pierre Glais.            |           | Fils de Pierre-Marie Glais, maire entre 1841 et 1848.              |
| 1900    | 1919      | Eugène Cobigo            |           | Cultivateur                                                        |
| 1919    | 1929      | Ambroise Glais           |           | Cultivateur. Fils de Pierre Marie Glais, maire entre 1874 et 1900. |
| 1929    | 1953      | Frédéric Thomas          |           |                                                                    |
| 1953    | 1965      | Joseph Héno              |           | Exploitant agricole                                                |
| 1965    | 1971      | Henri Ganne              |           |                                                                    |
| 1971    | 1983      | Raymond Le Normand       |           | Agriculteur                                                        |
| 1983    | juin 1995 | Gérard Le Deist (1949- ) |           | Employé de banque                                                  |

| Période                                  | Période   | Identité                    | Étiquette | Qualité                                 |
| ---------------------------------------- | --------- | --------------------------- | --------- | --------------------------------------- |
| mars 1977                                | mars 1983 | Paul Michard (1940- )       |           | Contrôleur de gestion                   |
| ?                                        | juin 1995 | Alexis Le Crom, (1923-2022) |           | Inspecteur du Trésor public, ancien FFI |
| Les données manquantes sont à compléter. |           |                             |           |                                         |

## Démographie
En 1974, Rohan absorbe les communes de Saint-Gouvry et de Saint-Samson.
L'évolution du nombre d'habitants est connue à travers les recensements de la population effectués dans la commune depuis 1793. Pour les communes de moins de 10 000 habitants, une enquête de recensement portant sur toute la population est réalisée tous les cinq ans, les populations de référence des années intermédiaires étant quant à elles estimées par interpolation ou extrapolation. Pour la commune, le premier recensement exhaustif entrant dans le cadre du nouveau dispositif a été réalisé en 2006.

En 2022, la commune comptait 1 541 habitants, en évolution de −5,75 % par rapport à 2016 (Morbihan : +3,82 %, France hors Mayotte : +2,11 %).
| 1793 | 1800 | 1806 | 1821 | 1831 | 1836 | 1841 | 1846 | 1851 |
| ---- | ---- | ---- | ---- | ---- | ---- | ---- | ---- | ---- |
| 456  | 395  | 434  | 429  | 550  | 746  | 501  | 572  | 586  |

| 1856 | 1861 | 1866 | 1872 | 1876 | 1881 | 1886 | 1891 | 1896 |
| ---- | ---- | ---- | ---- | ---- | ---- | ---- | ---- | ---- |
| 553  | 567  | 578  | 566  | 555  | 547  | 555  | 602  | 594  |

| 1901 | 1906 | 1911 | 1921 | 1926 | 1931 | 1936 | 1946 | 1954 |
| ---- | ---- | ---- | ---- | ---- | ---- | ---- | ---- | ---- |
| 667  | 735  | 686  | 649  | 604  | 567  | 570  | 603  | 530  |

| 1962 | 1968 | 1975  | 1982  | 1990  | 1999  | 2006  | 2011  | 2016  |
| ---- | ---- | ----- | ----- | ----- | ----- | ----- | ----- | ----- |
| 525  | 562  | 1 746 | 1 707 | 1 604 | 1 521 | 1 570 | 1 670 | 1 635 |

| 2021  | 2022  | - | - | - | - | - | - | - |
| ----- | ----- | - | - | - | - | - | - | - |
| 1 573 | 1 541 | - | - | - | - | - | - | - |

## Lieux et monuments

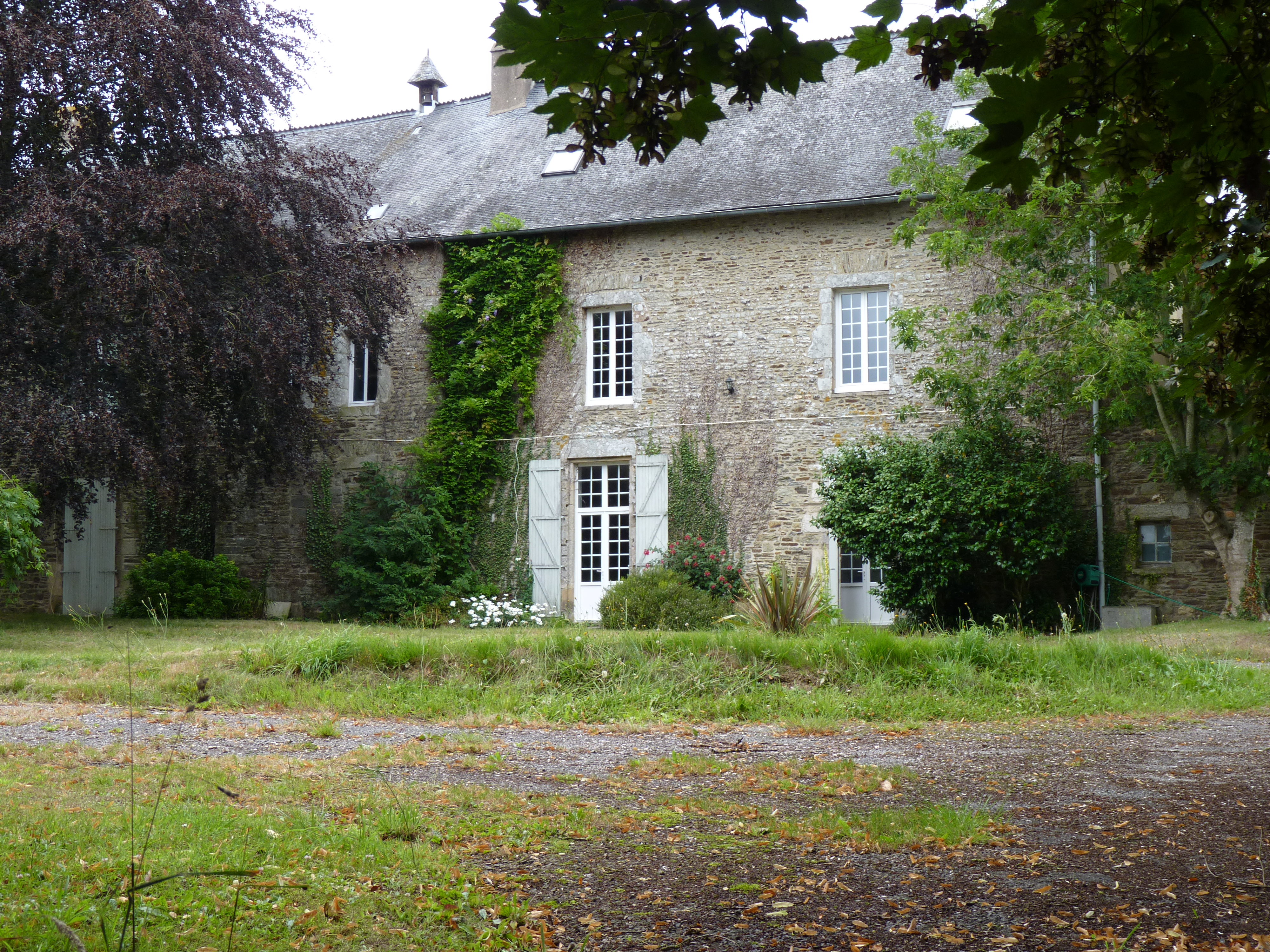
Manoir du Quengo,.

- Manoir du Quengo (XVIe), propriété de la famille Quengo, puis de la famille Henry à la suite de l'union avec Marguerite du Quengo vers 1513, la famille prenant alors le nom d'Henry du Quengo.
- Église Saint-Gobrien, style néogothique. L'ancienne chapelle Saint-Gobrien, dédiée à saint Gobrien, devint église paroissiale vers 1653, laquelle fut agrandie par décision prise en 1693 avec notamment l'adjonction des deux bras du transept et d'un dôme ; après la Révolution française, les deux chapelles de l'église sont en complet délabrement. La nouvelle église fut construite entre 1894 et 1897[69].

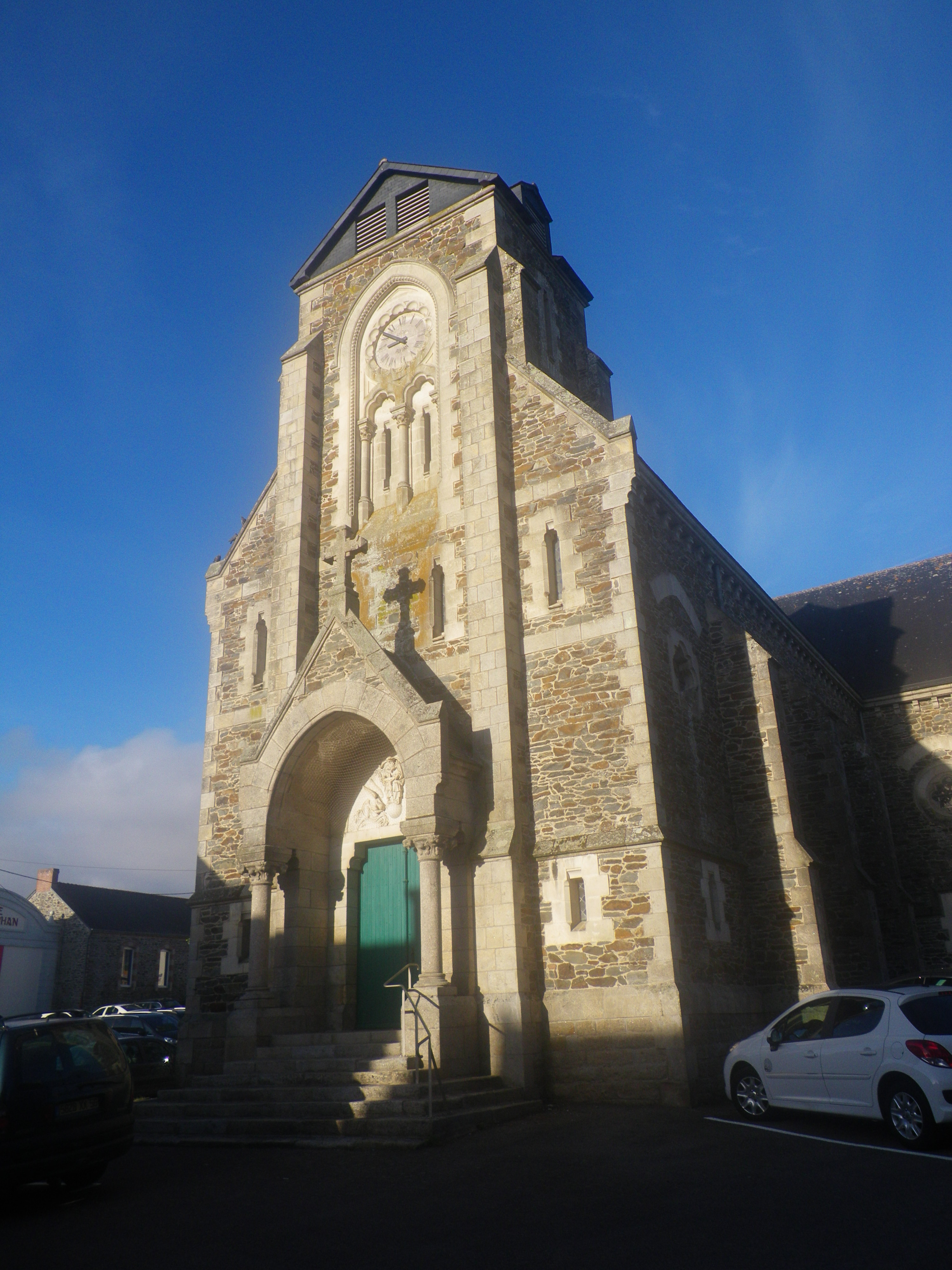
Rohan : église paroissiale Saint-Gobrien.

- Chapelle Notre-Dame-de-Bonne-Encontre (XVIe),  Classé MH (1922) ; la chapelle d'origine (remplacée par celle-ci au XVIe siècle) remontait probablement à la fondation du prieuré de Rohan et se situait sur le territoire de Saint-Samson avant la fusion communale survenue ; on y accède par un escalier taillé dans le roc[70].

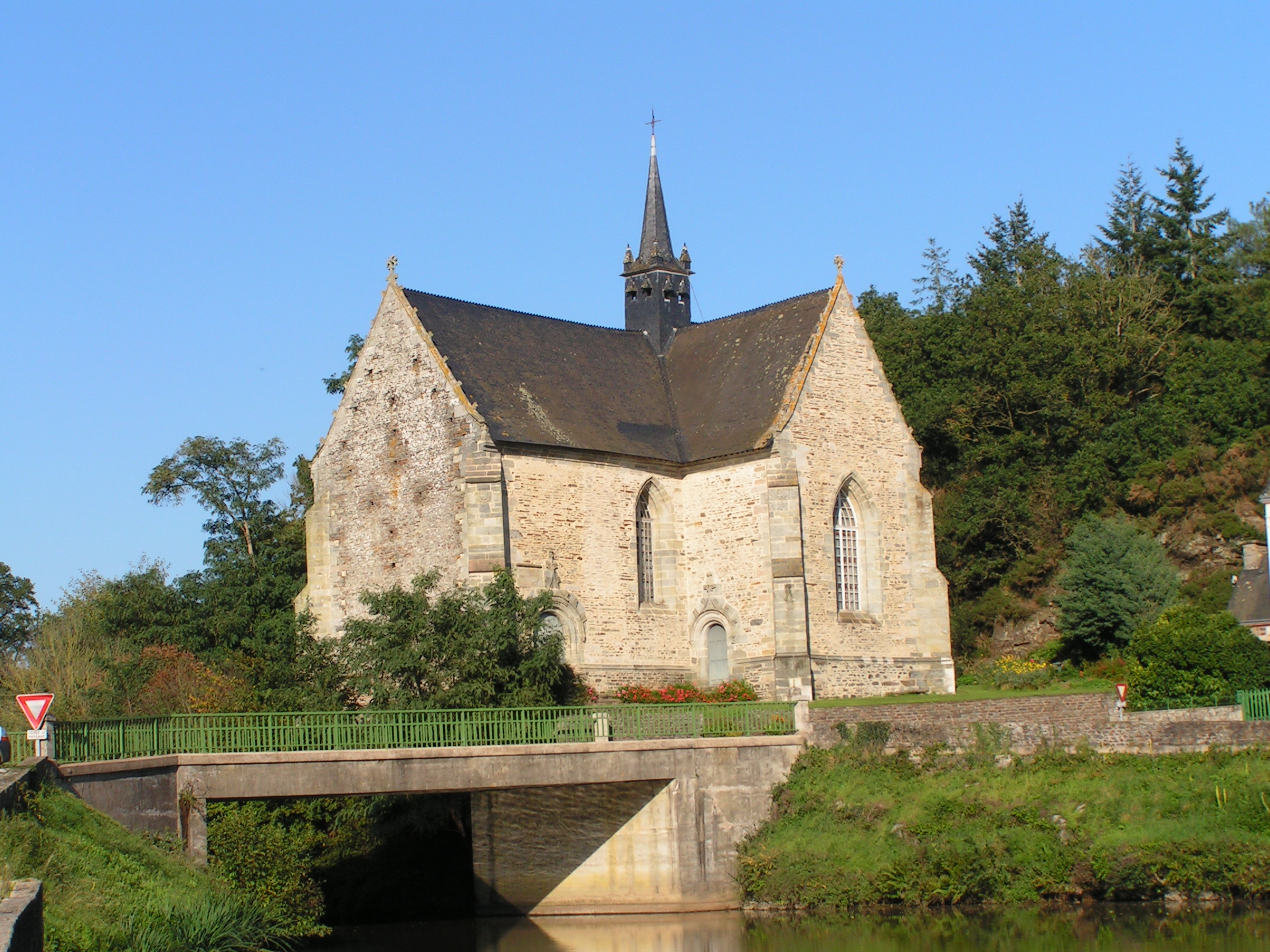
Chapelle Notre-Dame-de-Bonne-Encontre : vue extérieure d'ensemble.
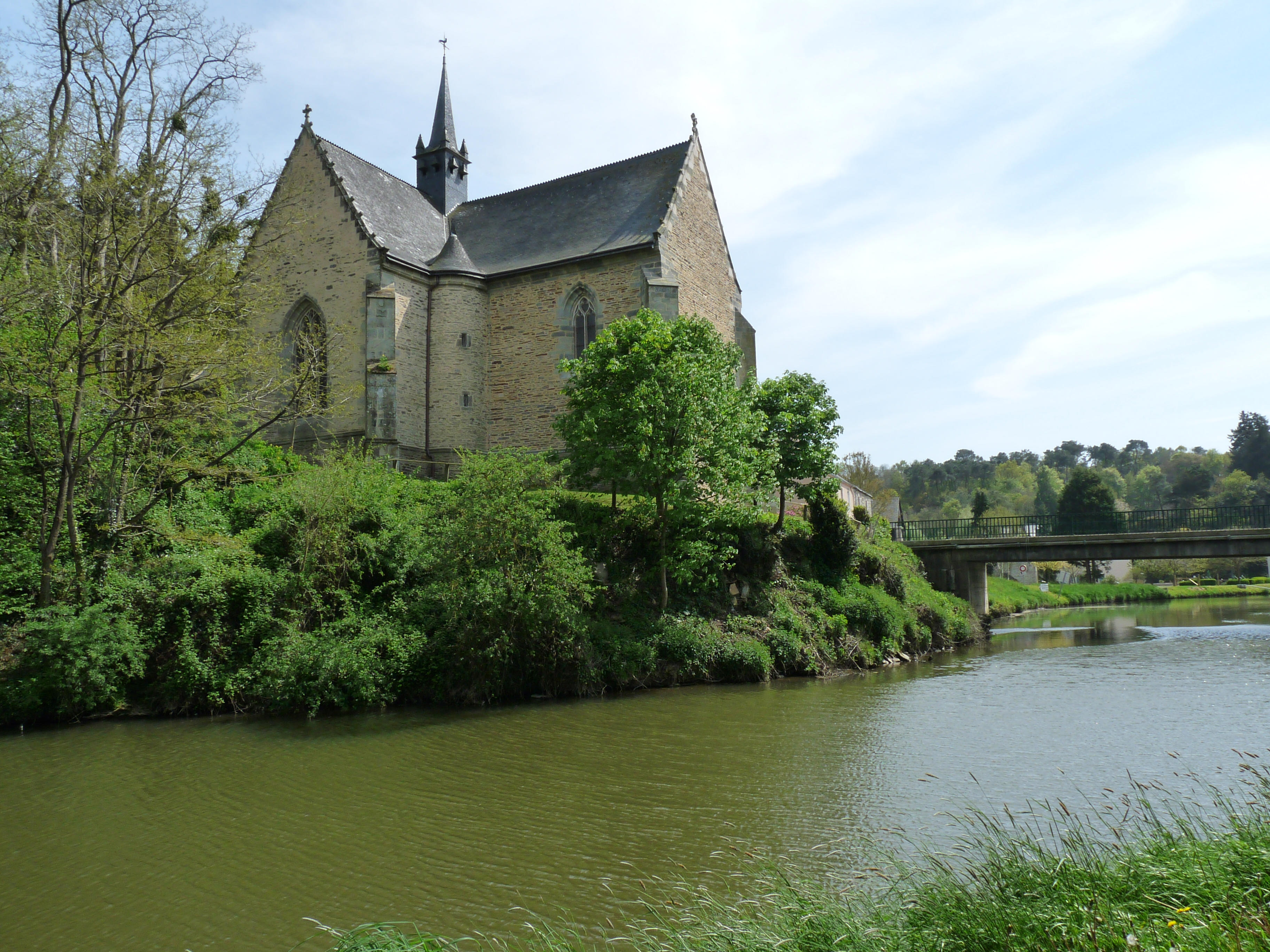
Chapelle Notre-Dame-de-Bonne-Encontre vue de l'ouest.
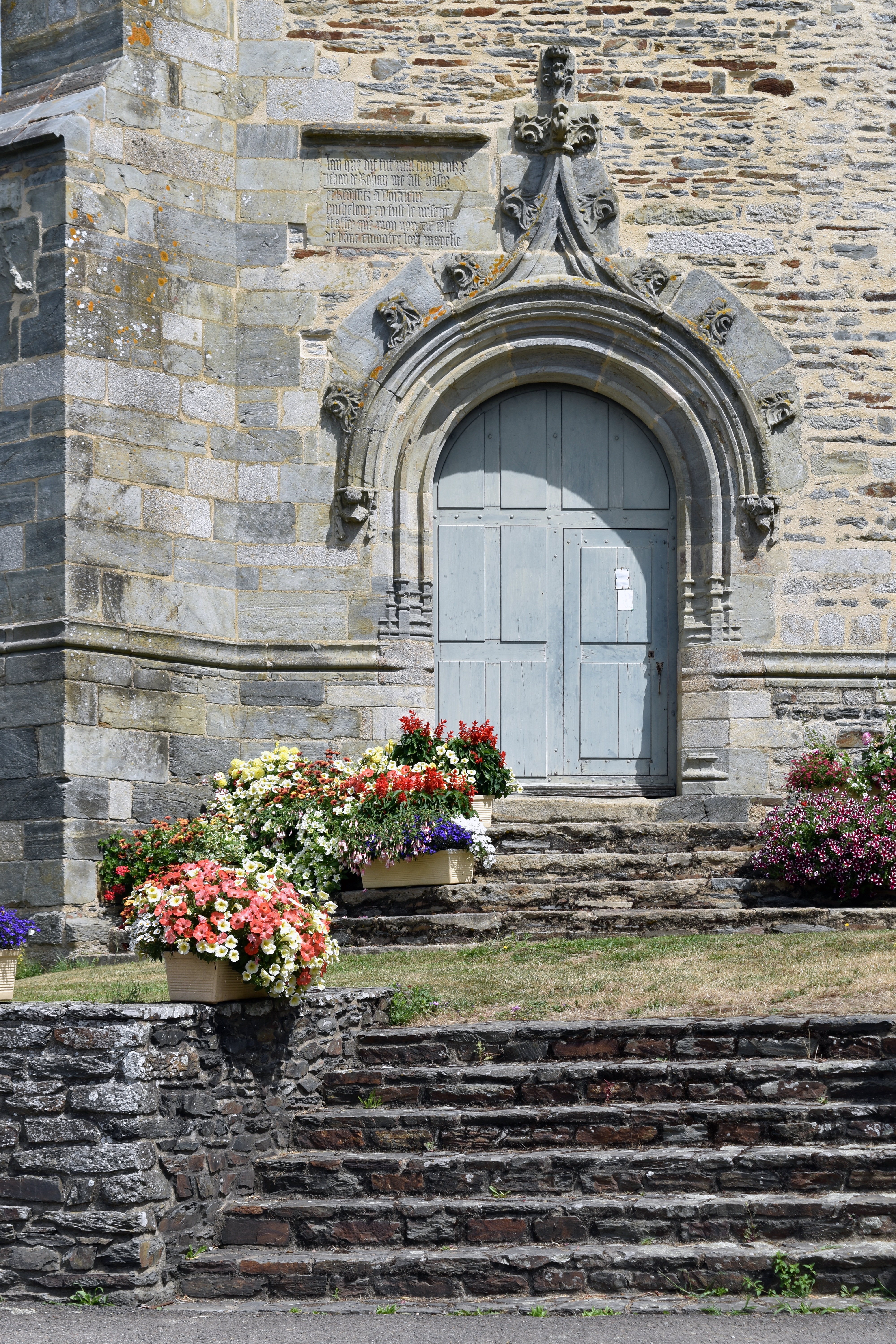
Chapelle Notre-Dame-de-Bonne-Encontre : porte d'entrée.

- Église Saint-Gouvry (XVIe) : l'ancienne église, dédiée à saint Martin; est construite entre 1126 et 1129 par les bénédictins du prieuré de Saint-Martin de Josselin, à la suite de la donation faite par Alain de Rohan en 1126. Vers 1610 les deux paroisses de Saint-Gouvry et Rohan furent réunies et l'église Saint-Gouvry est alors délaissée au profit de l'église de Rohan. L'église a toutefois été reconstruite à la fin du XVIIe siècle, recevant notamment un nouveau clocher en 1696 (de l'église primitive, il ne subsiste que la baie du chevet et son vitrail)[43]. L'église a été restaurée en 1968. La fontaine de dévotion située à proximité est flanquée de deux statues, l'une à droite de saint Gouvry, un saint quasi inconnu sous ce nom, dont on connaît toutefois un buste-reliquaire le représentant dans l'église Notre-Dame de Bieuzy ; il s'agirait en fait de saint Gobrien[71] ; l'autre saint à gauche de la fontaine est de saint Eutrope.

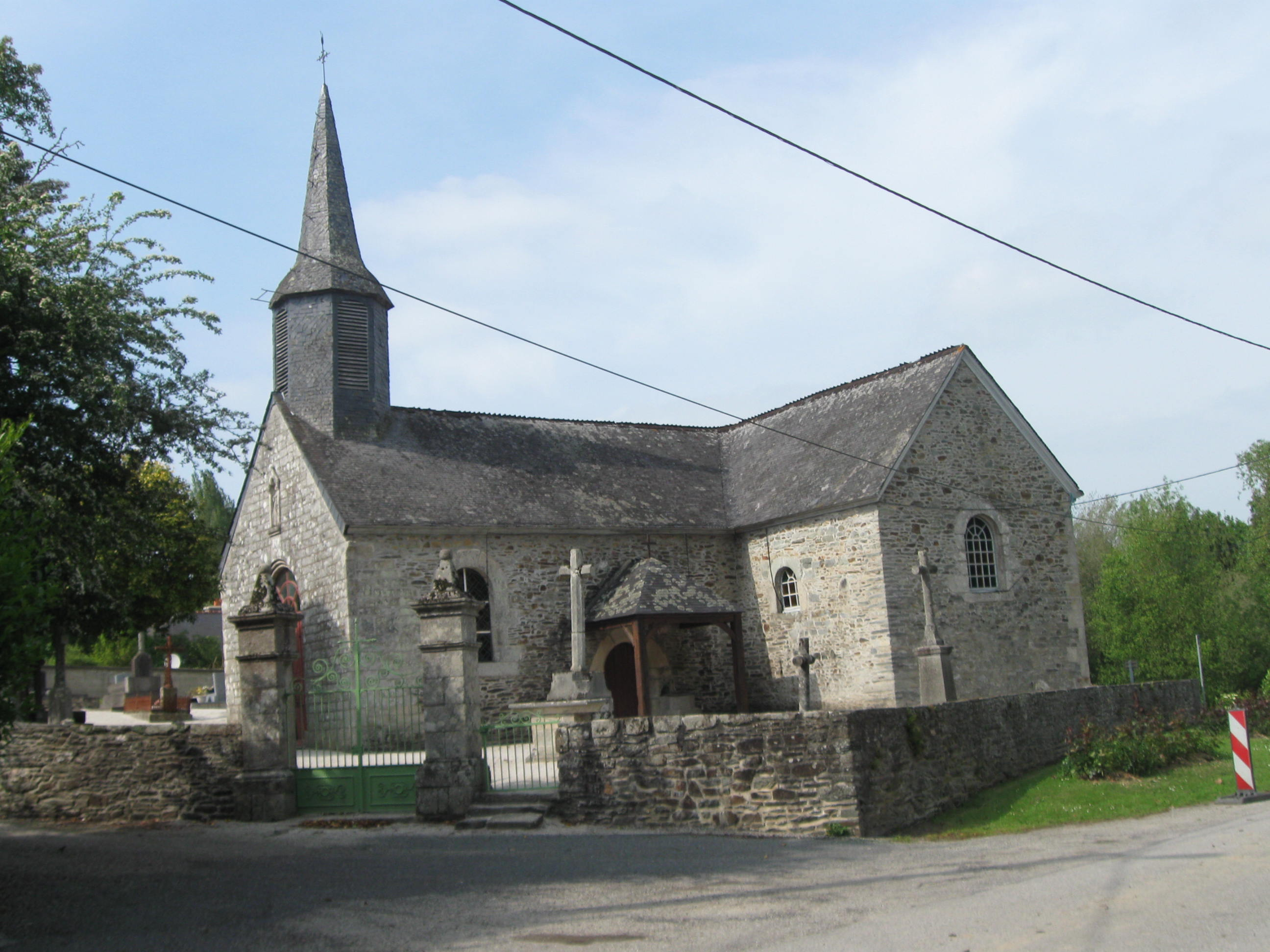
Église Saint-Gouvry : vue extérieure d'ensemble.

- Chapelle Saint-Martin : cette chapelle, rebâtie en 1646, vendue comme bien national en 1791, a été rconstruite en 1812 (en utilisant des pierres de l'ancien château de Rohan) et restaurée en 2008 par Régis Ribet, architecte du patrimoine. Le chevet a été stabilisé, la charpente et la toiture remaniée et surtout, la façade du porche restituée traditionnellement en pisé[72]. La chapelle abrite un Ecce Homo datant du XVIIe siècle[73].
- Église Saint-Samson ; l'ancienne église, qui datait du XVe siècle, a été remplacée en 1904 par l'église actuelle, de style néogothique ; elle a conservé les fonts baptismaux de forme octogonale de l'ancienne église.

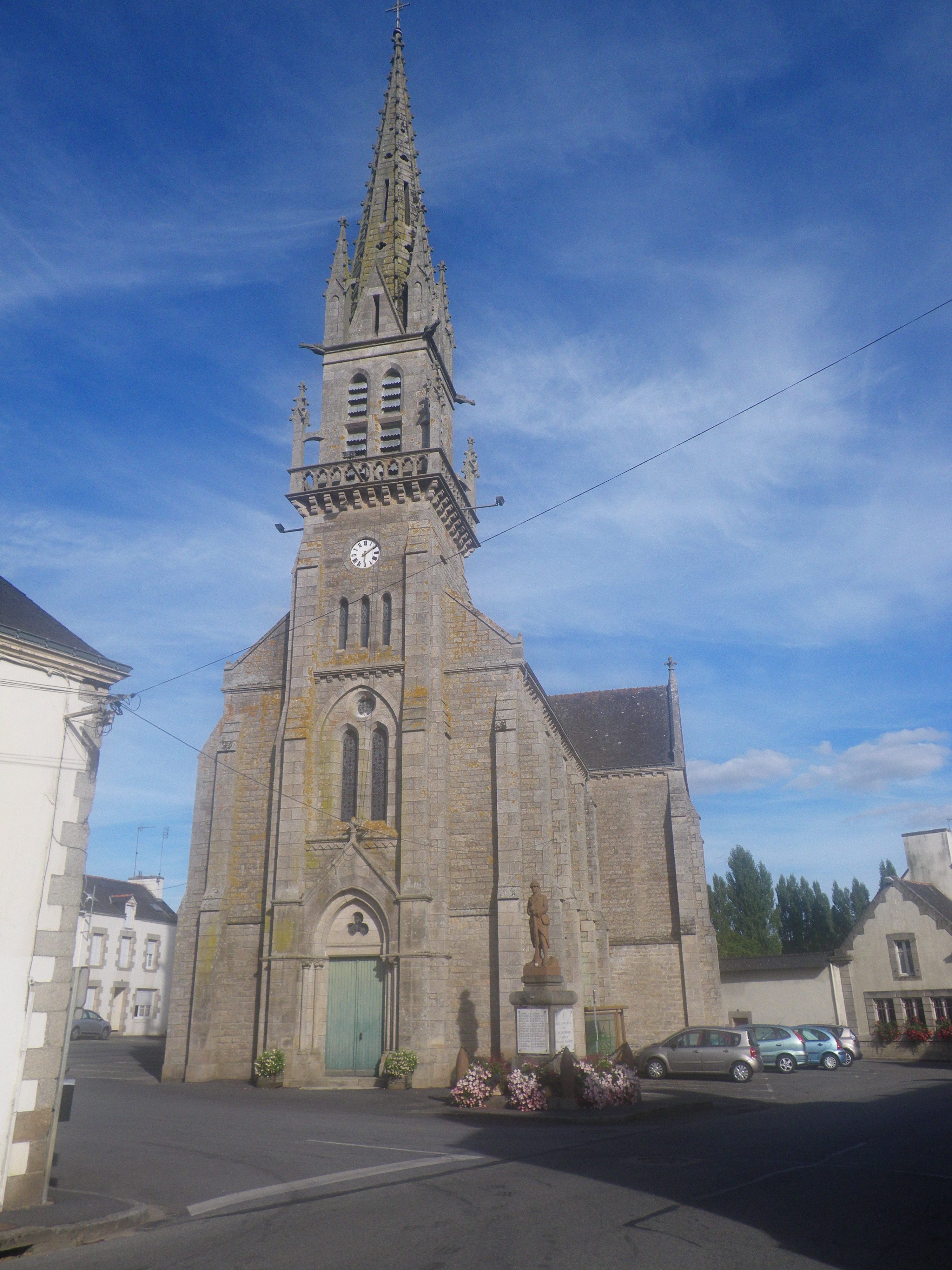
Église Saint-Samson : vue extérieure d'ensemble.

- Canal de Nantes à Brest (Oust canalisé) et ses écluses et maisons éclusières : celles du Guer[74], de Saint-Gouvry[75], du Quengo[76] et du bourg[77].
- Halle aux grains de la fin du XVIIe siècle (refaite et réimplantée en 2007).

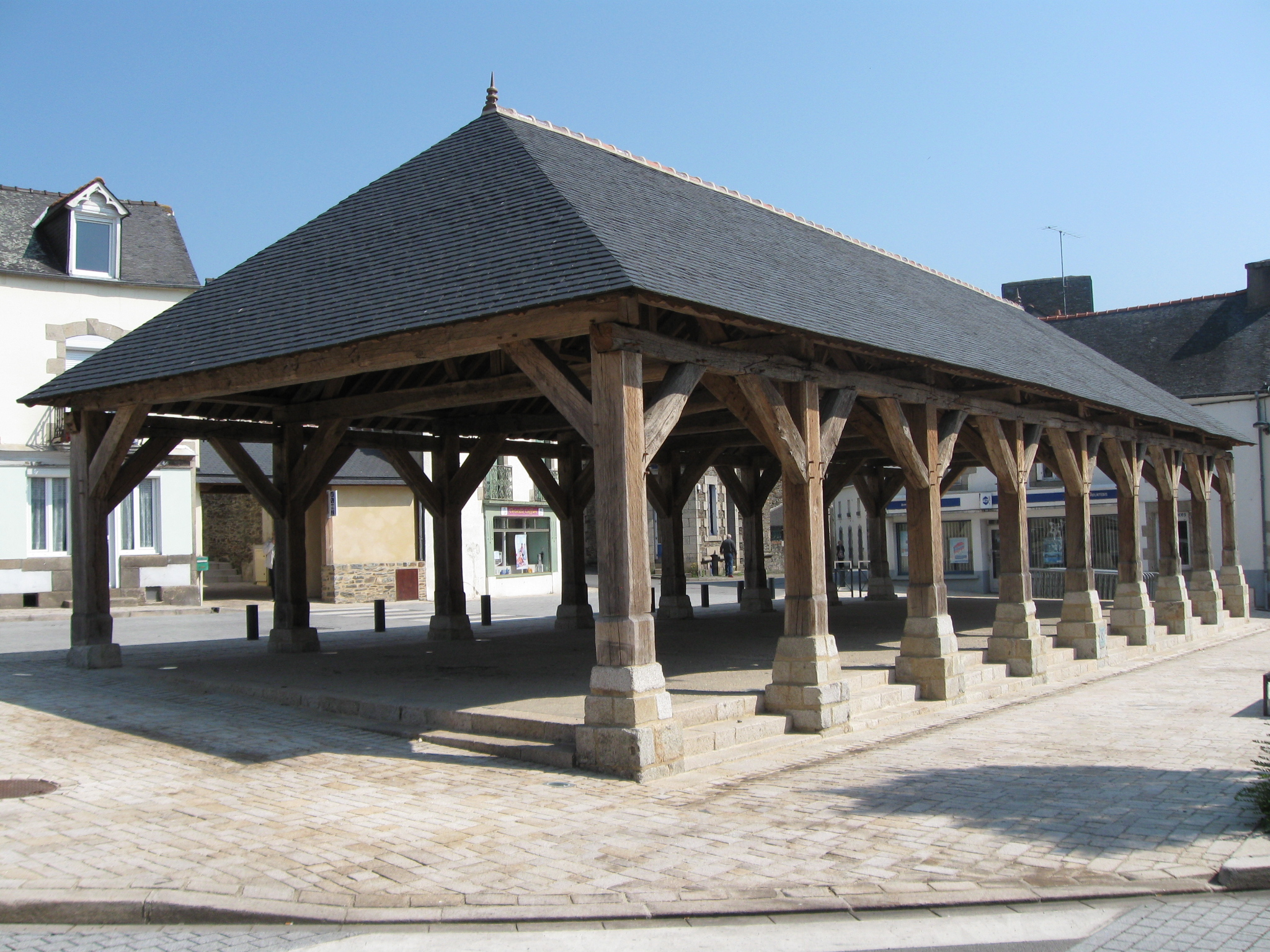
Rohan : la halle réimplantée en 2007.

- Mairie : construite en 1904 selon les plans de l'architecte A. Lafargue ; elle a été agrandie en 1965[78].

## Culture
- C'est dans cette commune que se déroule de 1996 à 2013, le Festival Roc'han Feu réunissant amateurs de rock et de musiques diverses.
- Du 18 au 20 mai 2024, la commune de Rohan organise un festival "Terres de Rohan", en hommage à l'univers de Tolkien qui, dans sa saga "Seigneur des Anneaux" a dénommé "Royaume du Rohan" (même si ce n'est qu'une homonymie) au cœur de la "Terre du Milieu"[79].